# 渡辺いっけい
渡辺 いっけい（わたなべ いっけい、本名：渡辺 一惠（わたなべ かずよし）、1962年10月27日 - ）は、日本の俳優、声優、ナレーター。
愛知県豊川市（旧・宝飯郡一宮町）出身。
一宮町立大和小学校（現・豊川市立一宮南部小学校）、豊川市立一宮中学校、愛知県立国府高等学校、大阪芸術大学芸術学部舞台芸術学科卒業。妻は女優・声優の門間葉月。

## 来歴・人物
1983年、当時大阪芸術大学の学生劇団だった劇団☆新感線に参加。
1985年、大学卒業後に上京し、状況劇場に入団（1988年に退団）。
1992年、連続テレビ小説『ひらり』で演じた医師・安藤竜太役で人気を博して以降、数々の作品に出演。各局連続ドラマの常連バイプレーヤーとなる。
学生時代、漫画家志望だった時期があり、雑誌『ビックリハウス』の常連投稿者でもあった。芸名の「渡辺 いっけい」はその頃のペンネーム（名前を音読みしたもの）に由来する。
モーニング娘。やハロプロのファンでDVDを持っており、カラオケではその曲をよく歌うという。特にモーニング娘。の「シャボン玉」や「そうだ! We're ALIVE」を好む。
『水曜どうでしょう』の大ファンであり、DVD第24弾発売を記念した特別番組『DVD第24弾発売記念スペシャルトーク 水曜どうでしょうを語ろう』（北海道テレビ）にて、出演者の鈴井貴之と藤村忠寿・嬉野雅道両ディレクターとの共演が実現した。
2019年2月1日に出身地である愛知県豊川市の「とよかわ広報大使」に委嘱された。
趣味は絵画、特技は剣道。

## 所属事務所経歴
- イイジマルーム（1991年から2015年まで）
- 青年座映画放送（2016年4月1日から）

## 出演

### テレビドラマ

#### 連続ドラマ（レギュラー）
- 大河ドラマ（NHK総合）
  - 翔ぶが如く - 中原尚雄 役
    - 第2部 明治編
      - 第12回「東京政府孤立」（1990年10月21日）
      - 第13回「佐賀の乱」（1990年10月28日）
      - 第14回「それぞれの薩摩」（1990年11月4日）
      - 第15回「士族暴発」（1990年11月11日）
      - 第16回「西郷軍挙兵」（1990年11月18日）

  - 葵 徳川三代（2000年1月9日 - 12月17日） - 本多正純 役
  - 義経（2005年1月9日 - 12月11日） - 藤原泰衡 役
  - 龍馬伝（2010年1月3日 - 11月28日） - 千葉重太郎 役
  - 青天を衝け（2021年2月14日 - 12月26日） - 藤田東湖 役
- 連続テレビ小説（NHK総合）
  - ひらり（1992年10月5日 - 1993年4月3日） - 安藤竜太 役
    - ひらり 総集編〈前編・後編〉（1993年5月4日・5日）

  - 風のハルカ（2005年10月3日 - 2006年4月1日） - 水野陽介 役
    - 風のハルカ 感謝祭スペシャル! 〜あの感動をもう一度〜（2006年5月27日）

  - あさが来た - 大塚健作 役
    - 最終週「柔らかい心」
      - 151回（2016年3月28日）
      - 155回（2016年4月1日）

    - あさが来た 総集編〈後編〉（2016年5月5日）
- 嘘つきは夫婦のはじまり（1993年4月14日 - 6月30日、日本テレビ） - 鮫島守 役
- 愛してるよ!（1993年10月11日 - 12月27日、テレビ朝日） - 竹山栄 役
- ママじゃないってば!（1994年1月5日 - 2月18日、TBS） - 村上隆 役
- 適齢期（1994年4月15日 - 7月1日、TBS） - 海老名哲雄 役
- 私の運命（1994年10月11日 - 1995年3月21日、TBS） - 山口光夫 役[注 1]
- 恋も2度目なら（1995年1月11日 - 3月15日、日本テレビ） - 山田太郎 役
  - 恋も2度目ならスペシャル（1995年10月11日、日本テレビ）
- 宝引の辰捕者帳（1995年3月31日 - 8月18日、NHK総合） - 能坂要 役
- 輝く季節の中で（1995年4月20日 - 6月29日、フジテレビ） - 林田純一 役
- ひと夏のラブレター（1995年7月6日 - 9月21日、TBS） - 品川弘 役
- 長男の嫁2〜実家天国（1995年10月12日 - 12月21日、TBS） - 源洋二 役
- キャンパスノート（1996年1月12日 - 3月22日、TBS） - 服部春洋 役
- 小児病棟・命の季節（1996年7月4日 - 9月12日、テレビ朝日） - 木津則人 役
- Dear ウーマン（1996年10月13日 - 12月22日、TBS） - 大森五郎 役
  - Dearウーマン スペシャル（1997年4月6日、TBS）
- いつか見た空（1996年10月28日 - 11月21日、NHK総合） - 高木 役
- 冬の蛍（1997年1月8日 - 2月12日、NHK総合） - 川島慎一 役
- 君が人生の時（1997年1月17日 - 3月21日、TBS） - 秋葉吾郎 役
- 最高の食卓（1997年4月17日 - 6月26日、テレビ朝日） - 花泉陽一 役
- 金のたまご（1997年7月3日 - 9月18日、TBS） - 森昭次 役
- 不機嫌な果実（1997年10月9日 - 12月18日、TBS） - 水越航一 役
- 魚心あれば嫁心（1998年1月7日 - 3月18日、テレビ東京） - 船津昭一郎 役
- せつない〜TOKYO HEART BREAK〜（1998年4月8日 - 9月23日、テレビ朝日） - 斉藤武史 役
- なにさまっ!（1998年10月11日 - 12月20日、TBS） - 佐伯修一 役
- 天国に一番近い男 MONOカンパニー編（1999年1月8日 - 3月19日、TBS） - 大和田政雄 役
  - 天国に一番近い男 炎の命がけドラマスペシャル（1999年9月24日、TBS）
  - さらば天国に一番近い男（2000年12月29日、TBS）
- 燃えろ!!ロボコン（1999年1月31日 - 2000年1月23日、テレビ朝日） - 栗原豪太郎 役
- ズッコケ三人組（NHK教育） - 宅和源太郎 役
  - ズッコケ三人組（1999年4月10日 - 6月26日）
  - ズッコケ三人組2（1999年10月16日 - 12月25日）
  - ズッコケ三人組VS双子探偵〜光の世界へ翔べ〜（2001年1月1日）
  - ズッコケ三人組3（2001年4月7日 - 6月23日）
- 女医（1999年7月5日 - 9月13日、読売テレビ・日本テレビ） - 桑原武雄 役
- 科捜研の女（テレビ朝日） - 倉橋拓也 役
  - season1（1999年10月21日 - 12月16日）
  - season3 最終話「疑惑の銃声！胃の中から発見された銃弾!!」（2001年12月20日）
  - season21 第1話「榊マリコの選択」（2021年10月14日）
- 天気予報の恋人（2000年4月10日 - 6月26日、フジテレビ） - 川村正太郎 役
- つぐみへ…〜小さな命を忘れない〜（2000年7月6日 - 9月14日、テレビ朝日） - 小石巡査 役
- ロケット・ボーイ（2001年1月10日 - 3月21日、フジテレビ） - 桜木正介  役
- 天国に一番近い男 教師編（2001年4月13日 - 6月29日、TBS） - 小笠原克雄 役
- 救命病棟24時 第2シリーズ（2001年7月3日 - 9月18日、フジテレビ） - 小田切薫 役
- プリティガール（2002年1月9日 - 3月6日、TBS） - 黒岩教雄 役
- 茂七の事件簿 新ふしぎ草紙（2002年6月28日 - 9月20日、NHK総合） - 粂次郎 役[注 2]
- 真夜中の雨（2002年10月10日 - 12月19日、TBS） - 熱川治虫 役
- 美女か野獣（2003年1月9日 - 3月20日、フジテレビ） - 久瀬光彦 役
- 珍山荘ホテル（2003年4月12日 - 6月28日、朝日放送 / 2003年4月15日 - 7月1日、テレビ朝日） - 岩井泰之 役（生瀬勝久とダブル主演）
- きみはペット（2003年4月16日 - 6月18日、TBS） - 清水栄吉 役
- ひと夏のパパへ（2003年7月2日 - 9月3日、TBS） - 佐戸井秀樹 役
- 京都地検の女（テレビ朝日） - 太田勇一 役
  - 第1シリーズ（2003年7月24日 - 9月11日）
  - 第2シリーズ（2005年1月13日 - 3月17日）
  - 第3シリーズ（2006年4月20日 - 6月22日）
  - 第4シリーズ（2007年10月25日 - 12月20日）
  - 第5シリーズ（2009年4月23日 - 6月18日）
  - 第6シリーズ（2010年10月14日 - 12月9日）
  - 第7シリーズ（2011年7月7日 -  9月15日）
- ライオン先生（2003年10月13日 - 12月15日、読売テレビ・日本テレビ） - 石井光男 役
- エコエコアザラク〜眼〜（2004年1月6日 - 3月30日、テレビ東京） - 田上寛 役
- 光とともに…〜自閉症児を抱えて〜（2004年4月14日 - 6月23日、日本テレビ） - 矢吹一 役
- 大奥〜第一章〜（2004年10月7日 - 12月16日、フジテレビ） - 徳川秀忠 役
  - 大奥〜第一章〜 桜散る（2005年4月8日、フジテレビ）[注 3]
- 松本清張 黒革の手帖（2004年10月14日 - 12月9日、テレビ朝日） - 村井亨 役
  - 黒革の手帖スペシャル〜白い闇（2005年7月2日、テレビ朝日）[注 4]
- 87%（2005年1月12日 - 3月16日、日本テレビ） - 剣崎護 役
- 特命!刑事どん亀（2006年4月10日 - 7月17日、TBS） - 田所小太郎 役
- 浅草ふくまる旅館（TBS） - 風間敏治 役
  - 第1シリーズ（2007年1月8日 - 3月19日）
  - 第2シリーズ（2007年10月8日 - 12月17日）
- 百鬼夜行抄（2007年2月3日 - 3月31日、日本テレビ） - 飯嶋孝弘 / 青嵐（声） 役
- LIAR GAME（フジテレビ） - 谷村光男 役
  - Season1（2007年4月14日 - 6月23日）
  - Season2（2009年11月10日 - 2010年1月19日）
- 生徒諸君!（2007年4月20日 - 6月22日、朝日放送・テレビ朝日共同制作） - 宮沢義一 役
- 陽炎の辻〜居眠り磐音 江戸双紙〜（NHK総合） - 今津屋吉右衛門 役
  - 陽炎の辻〜居眠り磐音 江戸双紙〜（2007年7月19日 - 10月11日）
  - 陽炎の辻2〜居眠り磐音 江戸双紙〜（2008年9月6日 - 11月22日）
  - 陽炎の辻スペシャル〜居眠り磐音 江戸双紙〜「夢の通い路」（2009年1月3日）[注 5]
  - 陽炎の辻3〜居眠り磐音 江戸双紙〜（2009年4月18日 - 8月8日）
- ガリレオ（フジテレビ） - 栗林宏美 役
  - 第1シーズン（2007年10月15日 - 12月17日）
  - ガリレオΦ（エピソードゼロ）（2008年10月4日）
  - 第2シーズン（2013年4月15日 - 6月24日）
  - ガリレオ XX 内海薫最後の事件 愚弄ぶ（2013年6月22日）
  - ガリレオ 禁断の魔術（2022年9月17日）[6]
- ケータイ捜査官7（2008年4月2日 - 2009年3月18日、テレビ東京） - 伊達雄人 役
- キミ犯人じゃないよね?（2008年4月11日 - 6月13日、テレビ朝日） - 太宰久司 役
- おせん（2008年4月22日 - 6月24日、日本テレビ） - 珍品堂さん 役
- 四つの嘘（2008年7月10日 - 9月4日、テレビ朝日） - 西尾武 役
- 絶対やれるギリシャ神話（2008年10月4日 - 12月27日、日本テレビ） - 教授 役
- 松本清張生誕100年スペシャル 夜光の階段（2009年4月23日 - 6月18日、テレビ朝日） - 村瀬進太郎 役
- 行列48時間（2009年10月16日 - 11月27日、NHK総合） - 大河原管理官 役
- 特上カバチ!!（2010年1月17日 - 3月21日、TBS） - 柿崎松郎 役
- 左目探偵EYE（2010年1月23日 - 3月13日、日本テレビ） - 吉田一郎 役
- 月の恋人〜Moon Lovers〜（2010年5月10日 - 7月5日、フジテレビ） - 雉畑藤吾 役
- 明日の光をつかめ（東海テレビ・フジテレビ） - 北山修治 役
  - 明日の光をつかめ（2010年7月5日 - 9月3日）
  - 明日の光をつかめ2（2011年7月4日 - 9月2日）
  - 明日の光をつかめ -2013 夏-（2013年7月1日 - 8月30日）
- 10年先も君に恋して（2010年8月31日 - 10月5日、NHK総合） - 川上哲夫 役
- 下流の宴（2011年5月31日 - 7月19日、NHK総合） - 福原健治 役
- 花ざかりの君たちへ〜イケメン☆パラダイス〜2011（2011年7月10日 - 9月18日、フジテレビ） - シェフ 役
- ステップファザー・ステップ（2012年1月9日 - 3月19日、TBS） - 脇坂信之助 役
- ストロベリーナイト（2012年1月10日 - 3月20日、フジテレビ） - 橋爪俊介 役
  - ストロベリーミッドナイト（2013年1月22日 - 25日、フジテレビ）
- 聖なる怪物たち（2012年1月19日 - 3月8日、テレビ朝日） - 糸川要次郎 役
- マグマ（2012年6月10日 - 7月8日、WOWOW） - 奥住順哉 役
- 赤川次郎原作 毒〈ポイズン〉（2012年10月4日 - 12月27日、読売テレビ・日本テレビ） - 千葉健介 役
- 捜査地図の女（2012年10月18日 - 12月6日、テレビ朝日） - 橘晴彦 役
- レディ・ジョーカー（2013年3月3日 - 4月14日、WOWOW） - 神崎秀嗣 役
- お父さんは二度死ぬ（2013年6月1日 - 22日、NHK BSプレミアム） - 佐渡憲二 役
- リミット（2013年7月12日 - 9月27日、テレビ東京） - 今野博和 役
- 私の嫌いな探偵（2014年1月17日 - 3月7日、テレビ朝日） - 砂川五郎 役
- TEAM -警視庁特別犯罪捜査本部-（2014年4月16日 - 6月11日、テレビ朝日） - 小菅光晴 役
- ラスト・ドクター〜監察医アキタの検死報告〜（2014年7月11日 - 9月12日、テレビ東京） - 山倉正義 役
- ドクターX〜外科医・大門未知子〜 第3シリーズ（2014年10月9日 - 12月18日、テレビ朝日） - 加藤峰司 役
- 株価暴落（2014年10月19日 - 11月16日、WOWOW） - 滝田君夫 役[注 2]
- リキッド〜鬼の酒 奇跡の蔵〜（2015年4月12日 - 26日、NHK BSプレミアム） - 轟勝久 役
- アイムホーム（2015年4月16日 - 6月18日、テレビ朝日） - 勅使河原洋介 役
- 石の繭 殺人分析班（2015年8月16日 - 9月13日、WOWOW） - 早瀬泰之 役[7]
  - 水晶の鼓動 殺人分析班（2016年11月13日 - 12月11日、WOWOW）[8]
  - 蝶の力学 殺人分析班（2019年11月17日 - 12月22日、WOWOW）[9]
- デザイナーベイビー - 速水刑事、産休前の難事件 -（2015年9月22日 - 11月10日、NHK総合） - 崎山典彦 役
- 遺産争族（2015年10月22日 - 12月17日、テレビ朝日） - 吉沢貴志 役[10]
- 女たちの特捜最前線（2016年7月21日 - 8月25日、テレビ朝日） - 加藤修一郎 役
- 豆腐プロレス（2017年1月21日 - 7月1日、テレビ朝日） - 矢崎英一郎 役[11]
- 社長室の冬-巨大新聞社を獲る男-（2017年4月30日 - 5月28日、WOWOW） - 木元保 役
- 民衆の敵〜世の中、おかしくないですか!?〜（2017年10月23日 - 12月25日、フジテレビ） - 富田恭一 役[12][注 6]
- 放送90年 大河ファンタジー「精霊の守り人 最終章」（2017年11月25日 - 2018年1月27日、NHK総合） - カグロ 役[13]
- 特命刑事 カクホの女（2018年1月19日 - 3月9日、テレビ東京） - 黒田作之助 役
- 崖っぷちホテル!（2018年4月15日 - 6月17日、日本テレビ） - 時貞正雄 役
- そろばん侍 風の市兵衛（2018年5月19日 - 7月21日、NHK総合） - 矢藤太 役
  - そろばん侍 風の市兵衛SP〜天空の鷹〜（2020年1月3日、NHK総合）[注 5]
- 不惑のスクラム（2018年9月1日 - 10月13日、NHK総合） - 陣野進 役
  - 不惑のスクラム スペシャル（2019年9月16日、NHK総合）
- 刑事ゼロ（テレビ朝日） - 根本留夫 役
  - 連続ドラマ（2019年1月10日 - 3月14日）
  - スペシャル1（2019年9月15日）[注 7]
  - スペシャル2（2020年6月7日）[注 7]
- 大富豪同心（NHK BSプレミアム→NHK BS） - 荒海ノ三右衛門 役[14][15][16][17]
  - 大富豪同心（2019年5月10日 - 7月12日）
  - 大富豪同心2（2021年5月28日 - 7月23日）
  - 大富豪同心3（2023年6月23日 - 8月11日）
  - 大富豪同心スペシャル〜大統領の密使〜（2024年12月28日、NHK BSプレミアム4K / 2024年12月29日）
- 悪党〜加害者追跡調査〜（2019年5月12日 - 6月16日、WOWOW） - 細谷博文 役
- 今ここにある危機とぼくの好感度について（2021年4月24日 - 5月29日、NHK総合） - 石田課長 役[18]
- らせんの迷宮〜DNA科学捜査〜（2021年10月15日 - 11月26日、テレビ東京） - 栗原四郎 役[19][20][注 8]
- ハレ婚。（2022年1月16日 - 3月13日、朝日放送） - 前園哲郎 役[21]
- 邪神の天秤 公安分析班（2022年2月13日 - 4月17日、WOWOW） - 早瀬泰之 役[22]
- 空白を満たしなさい（2022年6月25日 - 7月30日、NHK総合） - 安西部長 役[23]
- 夫を社会的に抹殺する5つの方法 Season1（2023年1月10日 - 3月14日、テレビ東京） - 奥田雅俊 役[24][注 9]
- ウツボラ（2023年3月24日 - 5月12日、WOWOW） - 谷田部理 役[25]
- 婚活食堂（2023年4月15日 - 7月8日、BSテレ東） - 真行寺巧 役[26]
- シッコウ!!〜犬と私と執行官〜（2023年7月4日 - 9月12日、テレビ朝日） - 渋川万亀夫 役[27]
- RoOT / ルート（2024年4月2日 - 6月4日、テレビ東京） - 黒田茂 役[28][29][注 2]
- 笑うマトリョーシカ（2024年6月28日 - 9月6日、TBS） - 道上兼髙 役[30][31]
- 密告はうたう2 警視庁監察ファイル（2024年8月11日 - 9月29日、WOWOW） - 波多野孝吉 役[32][注 10]
- 財閥復讐〜兄嫁になった元嫁へ〜（2025年1月6日 - 3月10日、テレビ東京） - 伊勢征一郎 役[33]
- ススキノ・インターン〜マーケ学生ユキナの、スナック立て直し記〜（2025年3月22日 - 30日、北海道テレビ） - 北野 役[34]
- あやしいパートナー（2025年4月29日 - 7月15日、毎日放送・TBS） - 青木颯一郎 役[35][注 2]

#### 連続ドラマ（ゲスト）
- びいどろで候〜長崎屋夢日記 第3話「ナポレオンで候 下の巻」（1990年4月25日、NHK総合） - 侍 役
- それでも家を買いました（TBS） - 長谷川 役
  - 第七回「チャンスは二度ない」（1991年5月31日）
  - 第八回「嘘ならいいのに…」（1991年6月7日）
  - 第九回「1センチ手前」（1991年6月14日）
- 豆腐屋直次郎の裏の顔 第7話「ダーリンに隠し子がいた!?」（1992年8月25日、朝日放送・テレビ朝日） - 戸口次郎 役
- うたう!大龍宮城 第37話「タチウオ」（1992年9月20日、フジテレビ） - タチウオ 役
- NIGHT HEAD 最終話「THE ARK（方舟）」（1993年3月18日、フジテレビ） - 双海芳紀 役
- 想い出（1993年4月26日 - 29日、テレビ朝日）
- 映画みたいな恋したい 「危険な情事・甘い言葉にご用心!」（1993年7月24日、テレビ東京）
- 引っ越せますか（日本テレビ） - 松山周作 役
  - 第10話「父の蒸発」（1993年9月8日）
  - 第11話「私、産みたい!」（1993年9月15日）
  - 最終話「最後の引っ越し」（1993年9月22日）
- 君に伝えたい（毎日放送・TBS） - 哲夫 役
  - 第4話「恋するシティボーイ〜東京純愛症候群」（1994年4月24日）[注 11]
  - 第5話「プロポーズ記念日」（1994年5月1日）
- 十時半睡事件帖 第8話「走る男」（1994年11月4日、NHK総合） - 力石勝八郎 役
- ハートにS 第9回「ほんにお前は」（1995年6月5日、フジテレビ）
- ザ・シェフ 第5話「悪徳ニセ者との対決！死の淵からの挑戦!!」（1995年11月18日、日本テレビ） - 岡崎浩平 役
- いとしの未来ちゃん 第5話「太陽がいっぱい PLEIN SOLEIL」（1997年5月10日、テレビ朝日） - 医者 役
- 新・花へんろ 〜風の昭和日記〜（NHK総合） - 先崎勝之 役
  - その四「肉体の門ぞナモシ」（1997年6月4日）
  - その五「青春の門かナモシ?」（1997年6月11日）
  - 最終回「お遍路は歌ぞナモシ」（1997年6月18日）
- D×D Crisis7「天使と少女のラブソング」（1997年8月16日、日本テレビ）
- お熱いのがお好き? 最終話「別れても忘れない」（1998年9月9日、日本テレビ） - 土井淀五郎 役
- はみだし刑事情熱系 PART3 第1話「東京湾爆破1秒前!! 炎に消された女」（1998年10月7日、テレビ朝日） - 巡査 役
- スジナシ #8 渡辺いっけい（1998年11月25日 - 12月16日、中部日本放送）
- シネマカクテル 第1話「シングル・ブルー」（1999年4月15日 - 5月6日、関西テレビ） - 北原裕也 役
- 剣客商売 第2シリーズ 第7話「いのちの畳針」（2000年2月16日、フジテレビ） - 植村友之助 役
- 向井荒太の動物日記 〜愛犬ロシナンテの災難〜 第7話「猫に乗っ取られた家老母との再会」（2001年2月24日、日本テレビ） - 桑野哲男 役
- JUDGE CAFE 第9話「あるコメディアンの一発ギャグ果たして規制されるべきか?」（2001年3月4日、BS-i / 2004年5月6日、TBS）
- ココだけの話 第9回 - A「王様の耳」（2001年3月10日、テレビ朝日） - 八頭田営業部長 役
- 陰陽師 第4話「鉄輪」（2001年4月24日、NHK総合） - 藤原為良 役
- さよなら、小津先生（フジテレビ） - 柳沼 役
  - 第9話「小津先生、キレる」（2001年12月4日）
  - 最終話「本当のさよなら」（2001年12月18日）
- TRICK2（テレビ朝日） - 平山平蔵 役
  - episode1 六つ墓村
    - 第1話「六墓」（2002年1月11日）
    - 第2話「落ち武者の謎」（2002年1月18日）
    - 第3話（前半部）「手毬歌の謎&百発百中占い師」（2002年1月25日）
- 木更津キャッツアイ 第8話「俺のハートが盗まれた」（2002年3月8日、TBS） - うっちーの父 役
- ナースマン（日本テレビ） - 西芳和 役
  - no.9「涙の告白が招いた死」（2002年3月16日）
  - 最終回「驚愕の真実!! 笑顔でお別れ」（2002年3月23日）
- 盤嶽の一生 第4話「みちづれ」（2002年4月30日、フジテレビ） - 喜三郎 役
- 青に恋して! 〜サッカー通と4人の美女の物語〜 第2夜（2002年5月14日、フジテレビ）
- ぼくが地球を救う 第2回「淡白なのにモテモテ君」（2002年7月11日、TBS） - 品川信也 役
- お見合い放浪記（NHK総合） - 北川幸雄 役
  - 第3週「赤ずきんちゃんの不倫」
    - 第9回（2002年10月21日）
    - 第10回（2002年10月22日）
    - 第11回（2002年10月23日）
    - 第12回（2002年10月24日）

  - 第4週「走れ！シンデレラ」
    - 第13回（2002年10月28日）
    - 第14回（2002年10月29日）

  - 最終週「赤い糸の王子様を探して」
    - 第19回（2002年11月6日）
    - 最終回（2002年11月7日）
- 怪談新耳袋 第1シリーズ 第1夜 第26話「棚さがり」（2003年2月24日、BS-i）
- 女と男と物語 エピソード8「幸せの黄色いタオル」（2003年3月1日、朝日放送・テレビ朝日） - 戸田章吾 役
- ぼくの魔法使い 第1話「変身!」（2003年4月19日、日本テレビ） - 横山 役（友情出演）
- あなたの人生お運びします!（TBS） - 古田光男 役
  - 第6話「あっけらかん離婚大騒動」（2003年5月15日）
  - 第10話「会社の運命を変えた秘策」（2003年6月12日）
  - 最終話「人情でつかんだ世界一」（2003年6月19日）
- ウルトラQ dark fantasy 第18話「後ろの正面」（2004年8月3日、テレビ東京） - 半田広昭 役
- 新・京都迷宮案内2 第1話「VS京都地検の女！狙われた記者!!」（2004年10月28日、テレビ朝日） - 太田勇一 役
- 魁!セレソンDX 第11話「運命の出会い の巻」（2006年12月13日、テレビ大阪・テレビ東京） - 喫茶店マスター 役（特別出演）[注 12]
- ハケンの品格 第1シリーズ（日本テレビ） - 緑川店長 役
  - 第2話「プライドとホッチキス」（2007年1月17日）
  - 第3話「社員の友情 ハケンの仁義」（2007年1月24日）
- グッジョブ -Good job- 最終回「プロフェッショナルな女たち」（2007年3月30日、NHK総合） - 九重部長 役
- 警視庁捜査一課9係 season2 第4話「楽園の悪魔」（2007年5月16日、テレビ朝日） - 白倉健二 役
- 警視庁捜査ファイル さくら署の女たち 第3話「空飛ぶ殺人指紋!? 娘に捧ぐ夫婦の復讐愛」（2007年7月25日、テレビ朝日） - 新田亮司 役
- 必殺仕事人2009 第7話「金が仇」（2009年2月27日、朝日放送・テレビ朝日共同制作） - 藤戸又兵衛 役
- 子育てプレイ 第6話「ユウタにお熱」（2009年5月13日、毎日放送） - 篠崎教授 役
- 経済ドキュメンタリードラマ ルビコンの決断 「"食の安全"をどう守ったのか? インスタントラーメン開発者の決断」（2009年6月4日、テレビ東京） - 安藤百福 役
- 交渉人〜THE NEGOTIATOR〜 第2シリーズ 第1話「東京都民1300万人が人質!? 宅配便で拳銃を届ける少年」（2009年10月22日、テレビ朝日） - 園田郁夫 役
- 大魔神カノン（テレビ東京） - 巫崎ばろく 役
  - 第15話「華音」（2010年7月16日）
  - 第16話「価音」（2010年7月23日）
  - 第17話「枷音」（2010年7月30日）
  - 第20話「枯音」（2010年8月20日）
  - 第21話「佳音」（2010年8月27日）
  - 第22話「貫温」（2010年9月3日）
  - 第23話「環因」（2010年9月10日）
  - 第24話「果縁」（2010年9月17日）
  - 第25話「彼遠」（2010年9月24日）
  - 最終話「歌恩」（2010年10月1日）
- 医龍-Team Medical Dragon-3（フジテレビ） - 高瀬清 役
  - KARTE:09「遂に来た! 最強の仲間! 絶対に許せない過去の男…お前は俺が救う!」（2010年12月9日）
  - LAST KARTE「母の命か娘の命か! 仲間の命を懸けた禁断の最終オペが今、始まる!」（2010年12月16日）
- そこをなんとか 最終話「運命の決断」（2012年12月16日、NHK BSプレミアム） - 横山重雄 役
- 信長のシェフ Part1 第6話「姉川の戦いを焼肉で勝利せよ! 最凶の敵登場!!」（2013年2月15日、テレビ朝日） - 今井宗久 役
- ダンダリン 労働基準監督官 第1話「働く人を守りたい…ブラック企業に制裁を」（2013年10月2日、日本テレビ） - 西川修 役
- ウレロ☆未体験少女 第7話「こんなのありえない!」（2014年2月21日、テレビ東京） - 西条薫 役
  - スピンオフドラマ「ピュアラブ板前」（2014年2月22日、テレビ東京） - 隼純次 役（主演）
- 痛快TV スカッとジャパン（フジテレビ）
  - 「恐怖のスクールセクハラ」（2015年2月2日）
  - 「理不尽! 逆ギレ先生」（2015年3月23日）
  - 「イヤミ課長 俺の時間ムダにするな課長」（2017年9月11日）
- 松本清張ミステリー時代劇 第1話「流人騒ぎ」（2015年4月7日、BSジャパン） - 覚明 役
- 神谷玄次郎捕物控2 第五回「神隠し」（2015年5月1日、NHK BSプレミアム） - 新兵衛 役
- 花咲舞が黙ってない 第2シリーズ 第4話「銀行内でストーカー事件発生!! 隠された真実」（2015年7月29日、日本テレビ） - 小見山巧 役
- 潜入捜査アイドル・刑事ダンス 第1話「アイドルするより刑事したい」（2016年10月8日、テレビ東京） - 小森林健二 役
- 勇者ヨシヒコと導かれし七人 第3話「新たなシステム!? エフエフ村で新戦士と共闘せよ!!」（2016年10月21日、テレビ東京） - 盗賊B 役
- 超入門!落語 THE MOVIE 「幾代餅」（2017年10月5日、NHK総合） - 藪井竹庵 役
- バイプレイヤーズ 〜もしも名脇役がテレ東朝ドラで無人島生活したら〜 最終話「バイプレイヤーより愛をこめて」（2018年3月7日、テレビ東京） - 渡辺いっけい / 花崎忍 役（本人 / 劇中劇『しまっこさん』）
- 名古屋行き最終列車2018 最終話（2018年3月19日、名古屋テレビ） - 高橋修一 役
- 未解決の女 警視庁文書捜査官 シーズン1 第1話「別荘で文書改ざん!? 密室殺人空白の10年…頭脳派&熱血刑事が挑む」（2018年4月19日、テレビ朝日） - 山本則夫 役
- 役者ダマしい 第5話「トラウマ男」（2018年5月7日、テレビ大阪） - 客 役
- バイプレイヤーズ 〜名脇役の森の100日間〜（テレビ東京） - 渡辺いっけい 役（本人）
  - 第1話「バイプレイヤーと主役争い」（2021年1月8日）
  - 第3話「バイプレイヤーとコンプライアンス」（2021年1月22日）
  - 第4話「恋するバイプレイヤー」（2021年1月29日）
  - 第6話「バイプレイヤーと台本流出」（2021年2月12日）
  - 第8話「バイプレイヤーと朝ドラヒロイン」（2021年2月26日）
  - 最終話「バイプレイヤーと新人役者」（2021年3月26日）
- 逃亡医F 第4話「潜んだ車に母犬と6匹の子犬…ケガ人と苦しむ犬を救い逃げろ!」（2022年2月5日、日本テレビ） - 間宮善一 役
- THE突破ファイル（日本テレビ）
  - 「旅館の若女将 決死の突破劇」（2022年5月19日） - 渡辺圭介 役
  - 「大水害からの決死の突破劇」（2023年6月29日） - 校長 役
- 赤ひげ4 第1回「家族の絆」（2022年11月4日、NHK BSプレミアム） - 和助 役
- 相棒 season21（テレビ朝日） - 葛葉宰三 役[36]
  - 第20話「13〜死者の身代金」（2023年3月8日）
  - 最終話「13〜隠された真実」（2023年3月15日）
- around1/4 アラウンド・クォーター（朝日放送・テレビ朝日） - 丸山真吾 役（特別出演）
  - 第4話「欲に正直に生きた方が得なの?」（2023年8月5日）
  - 第7話「お前が気になってしょうがない」（2023年9月2日）
- すべて忘れてしまうから（テレビ東京） - 社長 役[37][注 13]
  - 第6話「変わっていくんですよ、全部」（2023年11月17日）
  - 最終話「ずっと友達でいてね」（2023年12月15日）
- 君とゆきて咲く〜新選組青春録〜（テレビ朝日） - 鵺野義正 役
  - 第3話「急接近」（2024年5月8日）
  - 第4話「号泣! 決死の奪還作戦!」（2024年5月15日）
  - 第9話「斬り捨てられた愛」（2024年6月19日）

#### 単発ドラマ
- 月曜ドラマスペシャル→月曜ミステリー劇場→月曜ゴールデン→月曜名作劇場（TBS）
  - バイト人生百発百中（1989年12月11日）
  - 仙人のいたずら 第一話「人の良い悪党」（1991年6月24日）
  - 松本清張サスペンス 黒い画集・証言（1992年10月19日）
  - 向田邦子新春シリーズ10周年記念作品・いとこ同志（1994年1月10日） - 向坂一郎 役
  - タロット日美子の推理 伯備線秘図連続殺人（1995年10月16日） - 二階堂さとる 役
  - タクシードライバー咲坂都 - 加治直哉 役
    - タクシードライバー咲坂都1（1996年5月6日）
    - タクシードライバー咲坂都2（1996年12月2日）

  - 化粧の裏側（1997年6月2日） - 谷村順三 役
  - 京都・金沢殺人事件（1998年4月20日） - 矢野五郎 役
  - 税務調査官・窓際太郎の事件簿 - 島崎春男 役
    - 税務調査官・窓際太郎の事件簿1（1998年6月8日）
    - 税務調査官・窓際太郎の事件簿2（1999年2月15日）
    - 税務調査官・窓際太郎の事件簿3（1999年6月21日）
    - 税務調査官・窓際太郎の事件簿4（2000年2月28日）
    - 税務調査官・窓際太郎の事件簿5（2000年7月3日）
    - 税務調査官・窓際太郎の事件簿6（2001年2月5日）
    - 税務調査官・窓際太郎の事件簿7（2001年6月11日）
    - 税務調査官・窓際太郎の事件簿8（2002年1月14日）
    - 税務調査官・窓際太郎の事件簿9（2002年12月23日）
    - 税務調査官・窓際太郎の事件簿10（2003年5月19日）
    - 税務調査官・窓際太郎の事件簿11（2004年2月23日）
    - 税務調査官・窓際太郎の事件簿12（2005年1月10日）
    - 税務調査官・窓際太郎の事件簿13（2005年9月26日）
    - 税務調査官・窓際太郎の事件簿14（2006年8月21日）
    - 税務調査官・窓際太郎の事件簿15（2007年1月8日）
    - 税務調査官・窓際太郎の事件簿16（2007年10月1日）
    - 税務調査官・窓際太郎の事件簿17（2008年9月8日）
    - 税務調査官・窓際太郎の事件簿18（2009年4月20日）
    - 税務調査官・窓際太郎の事件簿19（2009年10月12日）
    - 税務調査官・窓際太郎の事件簿20（2010年3月22日）
    - 税務調査官・窓際太郎の事件簿21（2010年11月1日）
    - 税務調査官・窓際太郎の事件簿22（2011年6月27日）
    - 税務調査官・窓際太郎の事件簿23（2011年12月19日）
    - 税務調査官・窓際太郎の事件簿24（2012年11月12日）
    - 税務調査官・窓際太郎の事件簿25（2013年7月15日）
    - 税務調査官・窓際太郎の事件簿26（2014年2月24日）
    - 税務調査官・窓際太郎の事件簿27（2014年7月28日）
    - 税務調査官・窓際太郎の事件簿28（2015年1月26日）
    - 税務調査官・窓際太郎の事件簿29（2015年7月20日）
    - 税務調査官・窓際太郎の事件簿30（2016年4月11日）
    - 税務調査官・窓際太郎の事件簿31（2016年12月12日）
    - 税務調査官・窓際太郎の事件簿32（2017年5月8日）
    - 税務調査官・窓際太郎の事件簿33（2018年3月5日）
    - 税務調査官・窓際太郎の事件簿34（2018年8月6日）
    - 税務調査官・窓際太郎の事件簿スペシャル（2020年12月6日、BS-TBS）[注 14]

  - ミニパト婦警の事件簿「違法駐車殺人事件」（1998年12月7日） - 柴田卓哉 役
  - ホステス探偵危機一髪1（1999年6月14日） - 安達俊之 役
  - わんちゃ夫婦 金沢陶芸殺人紀行（1999年11月1日） - 田所幸介 役（岸本加世子とダブル主演）
  - 女借金取りがゆく!!（2000年2月7日） - 野村正夫 役
  - 人情質屋の事件台帳 - 田沢健太郎 役
    - 人情質屋の事件台帳1「激安商法殺人事件」（2001年7月9日）
    - 人情質屋の事件台帳2「悪徳商法殺人事件」（2002年12月9日）

  - ラストシーン（2003年11月17日） - 中川雄作 役
  - 小児救急カルテ〜いのち110番（2006年5月22日） - 石田邦彦 役
  - 浅見光彦シリーズ28「高千穂伝説殺人事件〜歌わない笛〜」（2009年10月5日） - 安在晃一 役
  - 湯けむりバスツアー 桜庭さやかの事件簿 - 牧野安男 役
    - 湯けむりバスツアー 桜庭さやかの事件簿2（2010年4月19日）
    - 湯けむりバスツアー 桜庭さやかの事件簿3（2011年4月18日）
    - 湯けむりバスツアー 桜庭さやかの事件簿4（2012年2月6日）
    - 湯けむりバスツアー 桜庭さやかの事件簿5（2014年4月28日）
    - 湯けむりバスツアー 桜庭さやかの事件簿6（2015年9月14日）

  - 沈黙の法廷・赤と黒（2010年8月30日） - 有森宏 役
  - 十津川警部シリーズ46「特急『草津』殺人迷路」（2012年1月9日） - 岩間勝彦 役
  - 女取調官2（2012年2月20日） - 三津田誠 役
  - 伝説の監察医 オニグマの事件簿 - 寺原三郎 役
    - 伝説の監察医 オニグマの事件簿1（2012年3月5日）
    - 伝説の監察医 オニグマの事件簿2（2015年6月1日）

  - 民間科捜研 桐野真衣の殺人鑑定（2016年3月14日） - 梅原幸太郎 役
  - 今野敏サスペンス 隠蔽捜査〜去就〜（2019年3月11日） - 梶洋太郎 役
- 世にも奇妙な物語（フジテレビ）
  - '90秋の特別編 「代打はヒット打ったか?」（1990年10月4日）
  - 第3シリーズ 第3回 第2話「すてきな休日」（1992年5月7日）
  - '97秋の特別編 「自殺悲願」（1997年10月6日） - 桜井 役
  - '06秋の特別編 「家族会議」（2006年10月2日） - 高野悟 役
  - '12春の特別編 「ワタ毛男」（2012年4月21日） - 矢澤順 役
- 男と女のミステリー→金曜ドラマシアター→金曜エンタテイメント→金曜プレステージ→赤と黒のゲキジョー→金曜プレミアム（フジテレビ）
  - 雨の脅迫者（1990年11月16日） - 佐藤刑事 役
  - 片岡鶴太郎の金田一耕助シリーズ
    - 昭和推理傑作選・横溝正史シリーズ3「本陣殺人事件」（1992年10月2日） - 周吉 役
    - 昭和推理傑作選・横溝正史シリーズ4「悪魔の手毬唄」（1993年9月24日） - 木村巡査 役
    - 昭和推理傑作選・横溝正史シリーズ5「犬神家の一族」（1994年10月7日） - 古舘弁護士 役
    - 横溝正史シリーズ6「八つ墓村」（1995年10月13日） - 野村一郎 役

  - 間違えられた男（1993年11月26日） - 唐沢刑事 役
  - ざけんなョ!!6「結婚は女の墓場!?」（1994年4月15日） - 小田淳一 役
  - 多摩湖畔殺人事件（1995年9月15日） - 岡部警部 役
  - 音の犯罪捜査官 響奈津子1（1996年3月1日） - 倉持彰一 役
  - モデルハウス（1996年8月9日） - 結城純一 役
  - 内田康夫ミステリー 信濃のコロンボ[注 15]
    - ゲスト
      - 内田康夫ミステリー 信濃のコロンボ1「北国街道殺人事件」（1998年5月1日） - 細田署長 役

    - 塚本捜査一課長 役
      - 内田康夫ミステリー 信濃のコロンボ2「戸隠伝説殺人事件」（1999年3月19日）
      - 内田康夫ミステリー 信濃のコロンボ3「追分殺人事件」（2000年6月2日）

  - 女弁護士水島由里子の危険な事件ファイルNo.2（1998年5月15日） - 村岡則夫 役
  - 真相 〜わが子の殺人日記〜（1999年2月19日） - 井出洋祐 役
  - 16週 〜あなたといた幸せな時間〜（2002年3月8日） - 小島医師 役
  - みのもんたの実録トゥルーストーリーズ 「嘘をついた男」（2002年12月20日） - 富岡正司 役
  - 刑事調査官 玉坂みやこ -  田所多助 役
    - 刑事調査官 玉坂みやこ1（2003年7月11日）
    - 刑事調査官 玉坂みやこ2（2004年8月20日）

  - 天国へのカレンダー（2005年5月20日、関西テレビ共同制作） - 高木哲夫 役
  - ドクター小石の事件カルテ2「検死」（2006年8月4日） - 野口陽次郎 役
  - マイ・ハウス 〜夢の一戸建て争奪戦争〜（2006年8月11日） - 田中 役
  - 虹を架ける王妃 〜朝鮮王朝最後の皇太子と方子妃の物語〜（2006年11月24日） - 高羲敬（朝鮮語版） 役
  - 永遠へ（2007年1月26日） - 園田医師 役
  - 会いたかった 〜向井亜紀・代理母出産という選択〜（2007年3月2日） - 小島医師 役（友情出演）
  - 木枯し紋次郎（2009年5月1日） - 源之助 役
  - いじわるばあさん2 第1話「オレオレ詐欺をかもにしてやる」（2010年4月23日） - 弁護士・岩城 役
  - 弁護士 朝吹里矢子「古都・稚い証言にゆらぐ老舗」（2010年12月10日） - 松浦暁平 役
  - 捜査線上のアリア（2012年6月22日） - 小島啓三 役
  - 鬼平犯科帳スペシャル 見張りの糸（2013年5月31日） - 稲荷の金太郎 役
  - 前科ありの女たち（2014年11月28日） - 秋山孝典 役[注 16]
  - 上流階級〜富久丸百貨店外商部〜（2015年1月16日） - 島田五郎 役
  - 判事失格!?弁護士夏目連太郎の逆転捜査（2017年3月24日） - 柳井信二 役[注 17]
- 火曜サスペンス劇場→DRAMA COMPLEX→火曜ドラマゴールド（日本テレビ）
  - 飛ぶ男、墜ちる女（1991年8月20日） - 久保川正幸 役
  - ウエディングベルをもう一度（1993年6月8日） - 神谷誠 役
  - 二階の女（1994年8月30日） - 森田良介 役
  - 下町葬儀屋事件簿（1995年4月11日） - 柳田律夫 役
  - 九門法律相談所4「目撃者」（1995年12月12日） - 白井義正 役
  - 悪女の階段（1996年1月23日） - 乃木吾郎 役
  - できごころ（1996年3月5日） - 粟野順一 役
  - 1997年殺人捜査（1997年12月30日） - 河内信一 役
  - 外科医有森冴子II「告知」（2000年10月3日） - 若松晃 役
  - 刑事・鬼貫八郎14「表と裏」（2002年7月23日） - 大津公一 役
  - ジェラシー（2004年6月29日） - 徳井 役
  - 屋形船の女3（2004年8月31日） - 立花純一 役
  - たそがれ葬儀屋探偵の災難（2005年12月20日） - 福島善行 役
  - 塀の中の懲りない女たち2（2006年12月19日） - 石塚悟 役
- 劇的空間・アダムとX'masイヴ（1991年11月29日 - 12月20日、日本テレビ）
- 古賀政男物語（1992年3月3日、テレビ大阪・テレビ東京） - 藤山一郎 役
- 売春捜査官（1992年5月18日、毎日放送）
- ドラマ特別企画・実録ドラマシリーズ第三弾「説得 エホバの証人と輸血拒否事件」（1993年3月22日、TBS） - 鶴見医師 役
- ドラマシティー'93・ラブストーリーは終らない（1993年3月25日、読売テレビ・日本テレビ）
- クリスマススペシャル・瞳に星な女たち（1993年12月25日、日本テレビ）
- 正月ドラマ・坊っちゃん -人生損ばかりのあなたに捧ぐ-（1994年1月1日、NHK総合） - 野だいこ 役
- 過去を追う女（1994年3月26日、TBS） - 響介 役
- 土曜ワイド劇場→土曜プライム・土曜ワイド劇場（テレビ朝日）
  - 女医翔子の華麗なる復讐（1994年5月14日） - 脇坂時雄 役
  - 7人のOLが行く!1（1994年8月6日） - 松本哲也 役
  - 俺たちの世直し強盗
    - 俺たちの銀行強盗（1996年1月6日） - 大蔵省の守衛 役
    - 俺たちの世直し強盗（1997年1月4日） - 警官 役

  - 温泉若おかみの旅情殺人推理 - 若旦那 役
    - 温泉若おかみの旅情殺人推理4（1996年2月10日） - 宇佐見拓也 役[注 18]
    - 温泉若おかみの旅情殺人推理5（1996年7月27日） - 三田村孝平 役
    - 温泉若おかみの旅情殺人推理6（1997年5月3日） - 生駒秀夫 役

  - 新・女弁護士 朝吹里矢子3「逆転の法廷！」（1996年3月23日） - 藤村俊之 役
  - グルメ奥様とハイミス刑事の推理対決2（1998年6月27日） - 実直忠治 役
  - 事件9（2001年6月9日） - 春山時夫 役
  - 京都〜奈良万葉の旅連続殺人!（2002年6月1日） - 石田五郎 役
  - おかしな二人2（2002年8月3日） - 村岡宏海 役
  - 松本清張の証言（2004年3月27日） - 鴻上貴史 役
  - 北アルプス連続殺人ルート（2006年9月30日、朝日放送） - 道原伝吉 役（主演）
  - 半落ち（2007年12月8日） - 伊予数男 役
  - 湘南探偵物語（2008年2月16日、朝日放送） - 黒井次郎 役
  - 内田康夫サスペンス・福原警部 - 小野正 役
    - 内田康夫サスペンス・福原警部1（2009年6月6日）
    - 内田康夫サスペンス・福原警部2（2010年6月5日）
    - 内田康夫サスペンス・福原警部4（2012年4月14日）
    - 内田康夫サスペンス・福原警部5（2014年9月20日）

  - 交渉人・遠野麻衣子〜最後の事件（2010年6月26日） - 桐生徹 役
  - 人類学者・岬久美子の殺人鑑定 - 加治川法雄 役
    - 人類学者・岬久美子の殺人鑑定1（2010年9月4日）
    - 人類学者・岬久美子の殺人鑑定2（2011年8月6日）
    - 人類学者・岬久美子の殺人鑑定3（2013年3月2日）
    - 人類学者・岬久美子の殺人鑑定4（2013年9月21日）
    - 人類学者・岬久美子の殺人鑑定5（2014年11月8日）
    - 人類学者・岬久美子の殺人鑑定6（2016年6月11日）
    - 人類学者・岬久美子の殺人鑑定7（2017年6月25日）[注 19]
    - 人類学者・岬久美子の殺人鑑定8（2019年6月27日）[注 20]

  - 棘の街 刑事 上條元（2011年6月18日、朝日放送） - 大田黒警部補 役
  - 広域警察3（2012年11月17日、朝日放送） - 磯村道雄 役
  - 拘置所の女医2（2013年8月17日） - 大泉正太 役
  - 温泉 (秘) 大作戦15（2015年3月28日、朝日放送） - 殿村龍介 役
  - 切り裂きジャックの告白〜刑事 犬養隼人〜（2015年4月18日、朝日放送） - 麻生警部 役[38]
    - スペシャルドラマ・刑事 犬養隼人（2016年9月24日、朝日放送）

  - パーフェクト弁護士・南蛇井律子（2017年2月11日、朝日放送） - 五宝直弼 役
  - おとり捜査官20（2017年7月6日） - 兵藤滋夫 役[注 21][注 22][注 23]
- ドラマ特別企画・金曜日の離婚したい妻たちへ（1995年4月7日、TBS）
- 秋のドラマスペシャル・君は時のかなたへ（1995年9月18日、テレビ朝日） - 斎藤 役（友情出演）
- 花王ファミリースペシャル（関西テレビ・フジテレビ）
  - 寿司、食いねェ! - 石井大作 役
    - 寿司、食いねェ!1（1996年3月10日）
    - 寿司、食いねェ!2（1996年3月17日）
    - 寿司、食いねェ!3（1996年8月25日）
    - 寿司、食いねェ!4（1997年1月31日）[注 3]
- 日本名作ドラマ・猫と庄造と二人のおんな（1996年3月20日、テレビ東京）
- ドラマスペシャル・誰かが誰かに恋してる（1996年3月29日、TBS） - 大塚雄二 役
- 日本一短い母への手紙3 「季節はずれの七・五・三」（1996年4月5日、日本テレビ）
- 他人の不幸は蜜の味!爆笑オムニバスドラマ・チョベリバ! わが人生最悪の日 第2話「うんのつき」（1996年10月2日、日本テレビ）
- 開局5周年記念・ヒロインたちの反乱 牧瀬里穂篇「シャンプー」（1997年3月29日、WOWOW）
- ドラマスペシャル・院内感染（1997年4月3日、読売テレビ・日本テレビ） - 有本勝 役
- 春のドラマスペシャル・プロデューサーになりたい（1997年4月4日、TBS） - 志村プロデューサー 役
- 恋のバカンススペシャル（1997年10月1日、日本テレビ） - 友情出演
- ドラマスペシャル・艶姿!ナニワの光三郎七変化（1997年10月2日、関西テレビ・フジテレビ）
- スズキさんの休息と遍歴「父と息子の大冒険」（1997年11月22日、NHK総合）
- ドラマ特別企画・織田信長 天下を取ったバカ（1998年3月25日、TBS） - 土岐光秀 役
- 明石家さんまドラマスペシャル・星に願いを（1998年4月1日、日本テレビ）
- 感動ドラマスペシャル・少年・15才（1998年4月7日、朝日放送・テレビ朝日） - 原口勝 役
- 35歳・夢の途中（1998年10月24日、NHK総合） - 林田正平 役
- サントリーミステリー大賞スペシャル・心室細動（1998年11月14日、朝日放送・テレビ朝日） - 松岡満生 役
- 学校の怪談 春のたたりスペシャル 第1話「先生、僕が見えますか」（1999年3月30日、関西テレビ・フジテレビ）
- 新世紀ワイド時代劇→新春ワイド時代劇（テレビ東京）
  - 宮本武蔵（2001年1月2日） - 本位田又八 役
    - 宮本武蔵!特別編集版（2001年4月16日 - 6月18日）

  - 竜馬がゆく（2004年1月2日） - 寝待ノ藤兵衛 役
- 柔らかな頬（2001年1月2日・3日、BS-i / 2002年8月5日・6日、TBS） - 森脇道弘 役
- ドラマスペシャル・聖の青春（2001年1月6日、中国放送・TBS） - 村山伸一 役
- 土曜特集・介護ビジネス（2001年3月10日・17日、NHK総合） - 佐伯敏男 役
- はっぴぃ・ウェディング（2001年3月20日・27日、NHK総合） - 安藤和彦 役
- 田原総一朗の人間発掘スペシャル・20世紀の成功神話「経営の神様 松下幸之助」（2001年3月25日、テレビ朝日） - 松下幸之助 役
- 女と愛とミステリー→水曜ミステリー9〈第1期・第2期〉（テレビ東京）
  - 事件記者 浦上伸介 - 谷田実憲 役
    - 浦上伸介事件ファイル1「みちのく角館殺人事件」（2001年9月16日、BSジャパン / 2001年9月19日）
    - 浦上伸介事件ファイル2「長崎異人館の死線」（2002年5月26日、BSジャパン / 2002年5月29日）[注 24]
    - 事件記者 浦上伸介3「東北線殺人事件」（2004年4月11日、BSジャパン / 2004年4月14日）

  - 渡哲也サスペンス 絆（2002年3月17日、BSジャパン / 2002年3月20日） - 水木邦夫 役
  - みんな誰かを殺したい（2004年10月3日、BSジャパン / 2004年10月6日） - 塙研一 役
  - 大漁!釣り船弁護士（2006年7月23日、BSジャパン / 2006年7月26日） - 田山康明 役
  - ボディーガード（2007年2月14日） - 観音寺靖史 役
  - 松本清張特別企画・張込み（2011年11月2日） - 下岡有作 役
    - 松本清張特別企画・鉢植を買う女（2011年11月9日） - 友情出演
    - 松本清張特別企画・聞かなかった場所（2011年11月16日） - 友情出演

  - みちのく麺食い記者 宮沢賢一郎 - 田名部昭治 役
    - みちのく麺食い記者 宮沢賢一郎1「佐渡・酒田 殺人航路」（2012年4月11日）
    - みちのく麺食い記者 宮沢賢一郎2「完黙」（2013年2月27日）
    - みちのく麺食い記者 宮沢賢一郎3「誤認」（2014年7月30日）

  - 立証 離婚弁護士 香月佳美（2013年5月29日） - 門倉昌和 役
  - 検事・沢木正夫1「第三の容疑者」（2013年9月25日） - 手嶋洋介 役
  - 弁護士 水木邦夫 残り火（2014年10月29日） - 立花孝久 役
  - 小杉健治サスペンス 決断（2015年3月4日） - 高須幸彦 役
- 反乱のボヤージュ（2001年10月6日・7日、テレビ朝日） - 久慈刑事 役
- モーニング娘。新春! LOVEストーリーズ 1st story「伊豆の踊子」（2002年1月2日、TBS）
- テレビ大阪開局20周年ドラマ・「ミヤコ蝶々物語」〜いちずに生きた。わろうて、泣けた〜（2002年1月7日、テレビ大阪・テレビ東京）
- タスクフォース（2002年8月1日、BS-i / 2002年9月16日、TBS） - 吉枝司朗 役
- 郷土の偉人シリーズ（テレビ熊本）
  - 俳人 中村汀女〜今日の風、今日の花〜（2002年11月2日） - 高浜虚子 役[39]
  - 長野濬平〜近代養蚕業の開祖〜（2015年11月1日） - 長野濬平 役（主演）[40][41]
- モーニング娘。サスペンスドラマスペシャル・おれがあいつであいつがおれで（2002年12月28日、TBS） - 大野先生 役
- 日本テレビ開局50周年記念ドラマスペシャル・天国のダイスケへ〜箱根駅伝が結んだ絆〜（2003年1月2日、日本テレビ） - 白金弘三 役
- ドラマW（WOWOW）
  - コスメティック（2003年6月28日） - 課長 役（友情出演）
  - 震度0（2007年8月12日） - 椎野勝巳 役
  - 誘拐（2009年8月2日） - 荒巻啓秋 役
  - 横山秀夫サスペンス 第2話「誤報」（2010年3月21日） - 蒲池俊哉 役
  - OZU 〜小津安二郎が描いた物語〜 第3話「非常線の女」（2023年11月26日） - 岡崎 役[42]
- 松本清張サスペンス特別企画 霧の旗（2003年9月16日、TBS） - 奥村次男 役
- 嫁姑ドクターの事件カルテ（2004年1月21日、BSフジ）[注 25]
- テレビ朝日開局45周年記念ドラマスペシャル・それからの日々（2004年1月31日、テレビ朝日）
- 丹下左膳 TANGE SAZEN（2004年6月30日、日本テレビ） - 鼓の与吉 役
- テレビ朝日開局45周年記念スペシャルドラマ・弟（2004年11月17日 - 21日、テレビ朝日） - 斎藤次長 役
- 離婚弁護士 新春スペシャル（2005年1月6日、フジテレビ） - 安藤博隆 役
- 阪神淡路大震災10年特別企画・悲しみを勇気にかえて「わすれないあなたのことを」（2005年1月14日、毎日放送・TBS）
- 秋の恋愛必勝ドラマスペシャル・小悪魔な女になる方法（2005年9月27日、関西テレビ・フジテレビ） - 桐島社長 役
- TBSテレビ放送50周年ドラマ特別企画・赤い運命（2005年10月4日 - 6日、TBS） - 大竹修三 役
- 洗濯屋探偵団（2005年12月2日、テレビ大分） - 藤城宗雄 役[注 26]
- 里見八犬伝 前編（2006年1月2日、TBS） - 簸上宮六 役
- 新春サスペンス特別企画・黒いバッグの女（2006年1月5日、テレビ朝日）
- 光抱く友よ（2006年2月12日、東海テレビ・フジテレビ） - 相馬卓治 役
- かくれんぼう 警視庁失踪人課物語（2006年3月31日、TBS）
- 24時間テレビスペシャルドラマ・ユウキ（2006年8月26日、日本テレビ） - 森下医師 役
- 特選ミステリー劇場・こちら森中探偵堂（2006年9月25日、TBS） - 黒田 役[注 27]
- 信長の棺（2006年11月5日、テレビ朝日） - 才蔵 役
- 新春ドラマ特別企画・白虎隊（2007年1月6日・7日、テレビ朝日） - 世良修蔵 役
- 山田太一ドラマスペシャル・まだそんなに老けてはいない（2007年1月27日、テレビ朝日） - 警察官 役
- ママが料理をつくる理由（2007年3月3日、フジテレビ） - 横峰正晴 役
- スペシャルドラマ・玉蘭（2007年6月16日、テレビ朝日） - 萱島拓海 役
- 黒澤明ドラマスペシャル・生きる（2007年9月9日、テレビ朝日） - 小原 役
- もうひとつの象の背中 第1話「父と娘」（2007年10月13日、テレビ朝日） - 賢吾 役
- 新・美味しんぼPART2（2007年11月17日、フジテレビ） - 中川得夫 役
- ファイブ（2008年1月5日、NHK総合） - ヘッドコーチ 役
- テレビ朝日開局50周年記念ドラマスペシャル・天と地と（2008年1月6日、テレビ朝日） - 長尾政景 役
- 土曜サスペンス特別企画・山村美紗サスペンス 伊勢志摩殺人事件（2008年3月8日、テレビ朝日） - 藤田達也 役[注 28]
- ドラマスペシャル・24時間あたためますか?〜疾風怒涛コンビニ伝〜 第2章「美食家vsコンビニ」（2008年3月15日、日本テレビ）
- ドラマスペシャル・三十万人からの奇跡〜二度目のハッピーバースディ〜（2008年3月26日、テレビ東京） - 田村医師 役
- ドラマ特別企画・内藤大助物語〜いじめられっ子のチャンピオンベルト〜（2008年7月28日、TBS） - 宮田博行 役
- ありがとう!チャンピイ〜日本初の盲導犬誕生物語〜（2008年9月13日、フジテレビ） - 三田村茂 役
- テレビ朝日開局50周年記念ドラマ・松本清張生誕100年特別企画 疑惑（2009年1月24日、テレビ朝日） - 桜井刑事課長 役
- 感動ドラマ特別企画・DOOR TO DOOR〜僕は脳性まひのセールスマン〜（2009年3月29日、TBS） - 名和信介 役
- たったひとりの反乱 「球団が消える? プロ野球選手会103日の闘い」（2009年8月18日、NHK総合） - 松原徹 役
- スキップ!〜商店街が生んだアイドル〜（2009年9月11日、NHK山形 / 2009年9月20日、NHK総合） - 新田芳太郎 役
- テレビ東京開局45周年記念ドラマスペシャル・白旗の少女（2009年9月30日、テレビ東京） - 国村 役
- ドラマスペシャル・断絶（2009年10月3日、テレビ朝日） - 梅田建彦 役
- HTBスペシャルドラマ・ミエルヒ（2009年12月19日、北海道テレビ / 2010年1月30日、テレビ朝日） - 清瀬 役
- 時代劇法廷（時代劇専門チャンネル） - 時代劇検察官 役（主演）
  - CASE1「被告人は服部半蔵」（2010年10月11日）
  - CASE2「被告人は徳川慶喜」（2010年11月27日）
  - CASE3「被告人は田沼意次」（2011年2月13日）
  - CASE4「被告人は徳川吉宗」（2011年10月10日）
  - CASE5「被告人は春日局」（2011年11月23日）
  - CASE6「被告人は大石内蔵助」（2011年12月23日）
  - CASE7「被告人は千利休」（2012年1月9日）
  - CASE8「被告人は源頼朝」（2012年2月18日）
  - CASE9「被告人は土方歳三」（2012年3月20日）
  - CASE10「被告人は坂本龍馬」（2015年3月21日） - スペシャル
- スペシャルドラマ・ストロベリーナイト（2010年11月13日、フジテレビ） - 橋爪俊介 役
- 新春ドラマスペシャル 味いちもんめ（2011年1月8日、テレビ朝日） - 猿渡 役
- ドラマスペシャル・熱中時代（2011年4月9日、日本テレビ） - 内藤源太 役
- 新春スペシャルドラマ・もう誘拐なんてしない（2012年1月3日、フジテレビ） - 竹村謙二郎 役
- スペシャルドラマ・明日をあきらめない…がれきの中の新聞社〜河北新報のいちばん長い日〜（2012年3月4日、テレビ東京） - 阿部喜英 役
- スペシャルドラマ・ブラックボード〜時代と戦った教師たち〜 第一夜（2012年4月5日、TBS） - 森本晋 役
- スペシャルドラマ・灰色の虹（2012年5月19日、テレビ朝日） - 谷沢憲一 役
- ドラマスペシャル・だましゑ歌麿II（2012年9月15日、テレビ朝日） - 松平主計介 役
- 特捜最前線2012（2012年10月1日、東映チャンネル） - 鴻神大全 役
- 松本清張没後20年・ドラマスペシャル 十万分の一の偶然（2012年12月15日、テレビ朝日） - 飛行機搭乗者の客 役
- ラスト・ディナー 第3夜「ヒーロー」（2013年3月23日、NHK BSプレミアム） - 宇宙戦士フェイス・ファー 役
- NHK徳島放送局開局80周年記念ドラマ・狸な家族（2013年6月26日、NHK BSプレミアム） - 中島新作 役（坂井真紀とダブル主演）[43]
- テレビ朝日開局55周年記念番組・オリンピックの身代金（2013年11月30日・12月1日、テレビ朝日） - 大家 役
- スペシャルドラマ・奇跡の教室（2014年6月28日、日本テレビ） - 播磨敏行 役
- エンドレスアフェア〜終わりなき情事〜（2014年8月23日・30日、LaLa TV） - 東野久夢 役
- 金田一耕助VS明智小五郎ふたたび（2014年9月29日、フジテレビ） - 日比野豊次 役
- 東京にオリンピックを呼んだ男（2014年10月11日、フジテレビ） - 日系ブラジル人 役
- 松本清張二夜連続ドラマスペシャル・第二夜 松本清張「霧の旗」（2014年12月7日、テレビ朝日） - 大屋刑事 役
- 敏感探偵ジャスミン〜熱海小説家殺人事件（2015年3月21日・28日、朝日放送） - 権藤刑事 役
- 似顔絵捜査官（2015年3月28日、フジテレビ） - 宮田肇 役[注 29]
- ドラマスペシャル・黒の斜面（2016年1月24日、テレビ朝日） - 外山光司 役
- 孤独のグルメスペシャル! 真夏の東北・宮城出張編（2016年8月3日、テレビ東京） - 岸本 役
- テレビ東京六本木3丁目移転プロジェクト ドラマスペシャル・宮部みゆきサスペンス 模倣犯（2016年9月21日・22日、テレビ東京） - 増岡匡史 役
- 金曜ロードショー（日本テレビ）
  - 銭形警部（2017年2月10日） - 城ヶ崎等 役
    - 銭形警部 真紅の捜査ファイル（2017年2月10日 - 3月3日、Hulu）
    - 銭形警部 漆黒の犯罪ファイル（2017年2月19日 - 3月12日、WOWOW）
- ドラマ特別企画・松本清張「花実のない森」（2017年3月29日、テレビ東京） - 渡部慎二 役
- テレビ東京開局記念日 ドラマ特別企画・破獄（2017年4月12日、テレビ東京） - 田島公平 役
- FNS27時間テレビ にほんのれきし・僕の金ヶ崎（2017年9月10日、フジテレビ） - 徳川家康 役
- BS笑点ドラマスペシャル（BS日テレ） - 4代目 桂米丸 役
  - BS笑点ドラマスペシャル 桂歌丸（2017年10月9日）
  - BS笑点ドラマスペシャル 笑点をつくった男 立川談志（2022年1月2日）
- 直撃!シンソウ坂上 再現ドラマ「オウムを終わらせた男・林郁夫」（2018年7月12日、フジテレビ） - 稲冨功 役（主演）
- 日経ドラマスペシャル 琥珀の夢（2018年10月5日、テレビ東京） - ナレーション
  - 日経ドラマスペシャル「琥珀の夢 特別版」（2018年12月1日、BSテレ東）
- スーパープレミアム（NHK BSプレミアム）
  - マリオ〜AIのゆくえ〜（2018年10月13日） - 橋本和夫 役
    - マリオ〜AIのゆくえ〜〈再編集版〉（2019年4月5日、NHK総合）
- ドラマスペシャル・東野圭吾 手紙（2018年12月19日、テレビ東京） - 居酒屋店・店長 役
- 名古屋行き最終列車2019〜夏〜内海で愛を叫ぼう（名古屋テレビ） - 高橋修一 役
  - 花火大会 前ver.（2019年8月3日）
  - 花火大会 当日ver.（2019年8月17日、CNCIグループ）
  - 花火大会 後ver.（2019年8月26日）
- リバイバルドラマ「Wの悲劇」（2019年11月23日、NHK BSプレミアム / 2020年2月24日、NHK総合） - 中里右京 役
- 逆転弁護士・水木邦夫〜声なき叫び〜（2020年3月8日、TBS） - 有本浩一 役
- リバイバルドラマ「居酒屋兆治」（2020年3月28日、NHK BSプレミアム） - 岩下義治 役
- 月曜プレミア8（テレビ東京）
  - 警視庁遺失物捜査ファイル（2020年8月24日） - 田所浩介 役[44]
  - 炎上 警視庁強行犯係 樋口顕（2024年4月1日） - 梶山浩史 役[45]
- ドラマスペシャル・神様のカルテ（2021年2月15日 - 3月8日、テレビ東京） - 金山弁次 役[46][注 30]
- 志村けんとドリフの大爆笑物語（2021年12月27日、フジテレビ） - 志村憲司 役[47]
- 太平洋戦争80年 特集ドラマ・倫敦ノ山本五十六（2021年12月30日、NHK総合 / 2022年8月1日、NHK BSプレミアム・NHK BS4K） - 大角岑生 役[48]
- 東海テレビ開局65周年記念・ネバー・ギブアップ! 竹島水族館ものがたり（2023年1月3日、東海テレビ） - 中村元 役[49]
- BARレモン・ハート 2023お正月スペシャル 「合格カルヴァドス」（2023年1月3日、BSフジ） - 植村 役
- 広重ぶるう（2024年3月23日、NHK BSプレミアム4K / 2024年4月27日、NHK BS / 2024年6月23日 - 7月7日、NHK総合） - 岩戸屋喜三郎 役[50]
- 特集ドラマ・ダーウィンが行く!?（2024年8月20日、NHK総合） - 鷹野一 役[51][52]

### Webドラマ
- プリズン・オフィサー（2015年2月 - 全4話、BeeTV） - 天童徹二 役[53]
- あじさい（2017年9月9日 - 全12話、FRESH!） - 遠山 役（友情出演）[54]
- ショート・プログラム「メモリーオフ」（2022年3月9日、Amazon Prime Video） - 刑事 役[55]
- ラブシェアリング（2022年3月27日 - 6月5日、ひかりTV） - 藤間哲志 役
- 課長 島耕作のつぶやき（2024年10月7日 - 、YouTube） - 中沢喜一 役[56]
- インフォーマ -闇を生きる獣たち-（2024年11月7日 - 12月26日、ABEMA） - 中本 役[57]
- 夫はわたしじゃいけないの?（2024年12月13日 - 、BUMP） - 会社社長 役[58]

### 映画
- 未来の想い出 Last Christmas（1992年、東宝） - 新聞の勧誘員 役
- クレープ（1993年、東映） - 高沢 役
- パラサイト・イヴ（1997年、東宝） - 清水学 役
- ラブ&ポップ（1998年、ラブ&ポップ製作機構） - コバヤシ 役
- ショムニ（1998年、松竹） - 経理課長 役
- ガメラ3 邪神〈イリス〉覚醒（1999年、東宝） - 「ザ・ワイド」のプロデューサー 役
- 仮面学園（2000年、東映） - 矢場守 役
- 長崎ぶらぶら節（2000年、東映） - 松尾与三治 役
- ウルトラマンコスモス THE FIRST CONTACT（2001年、松竹） - シゲムラ参謀 役
- マッスルヒート（2002年、東宝） - 朝倉義正 役
- 木更津キャッツアイ 日本シリーズ（2003年、アスミック・エース） - うっちーの父 役[注 31]
  - 木更津キャッツアイ ワールドシリーズ（2006年、アスミック・エース）
- 七人の弔（2005年、オフィス北野 / 東京テアトル） - 河原功一 役
- ビートキッズ（2005年、松竹） - 細井先生 役
- アジアンタムブルー（2006年、角川ヘラルド映画）
- おばちゃんチップス（2007年、ファントム・フィルム） - 椿本教授 役
- ALWAYS 続・三丁目の夕日（2007年、東宝） - 大橋 役
- 容疑者Xの献身（2008年、東宝） - 栗林宏美 役
- 同級生（2008年、エスピーオー） - 柴原保 役
- 体育館ベイビー（2008年、エスピーオー） - 柴原保 役
- 同窓会（2008年、エスピーオー）
- 傘（2008年、「傘」製作委員会） - 雨宮晴 役
- 火天の城（2009年、東映） - 木村次郎左衛門 役
- 沈まぬ太陽（2009年、東宝） - 石村研介 役
- LIAR GAME The final Stage（2010年、東宝） - 谷村光男 役
  - LIAR GAME -再生-（2012年、東宝）
- HESOMORI -ヘソモリ-（2011年、アーク・フィルムズ） - うっちゃん 役
- グラッフリーター刀牙（2012年、太秦） - 園田幸一 役
- ストロベリーナイト（2013年、東宝） - 橋爪俊介 役
- つやのよる ある愛に関わった、女たちの物語（2013年、東映） - 常盤社長 役
- 関西ジャニーズJr.の京都太秦行進曲!（2013年、松竹） - 三村太亮 役
- 劇場版 SPEC〜結〜（2013年、東宝） - 場名直人 役
- ゴッドタン キス我慢選手権 THE MOVIE（2013年、東宝） - 松井警部補 役
- 劇場版 カードファイト!! ヴァンガード 3つのゲーム（2014年、松竹）
- だCOLOR?〜THE脱獄サバイバル（2016年、KATSU-do） - 終身刑の政治犯 ハシモト 役[59]
- BOYS AND MEN〜One For All,All For One〜（2016年、スターキャット） - 谷崎誠一 役
- 母 小林多喜二の母の物語（2017年、現代ぷろだくしょん） - 小林末松 役
- ゆらり（2017年、ベストブレーン） - 高崎幸雄 役
- 二宮金次郎（2019年、映画「二宮金次郎」製作委員会） - 二宮万兵衛 役
- いつくしみふかき（2020年、渋谷プロダクション） - 広志 役（主演）
- クローゼット（2020年、アークフィルムズ） - 下田譲 役
- バイプレイヤーズ 〜もしも100人の名脇役が映画を作ったら〜（2021年、東宝映像事業部） - 渡辺いっけい 役（本人）[60]
- 科捜研の女 -劇場版-（2021年、東映） - 倉橋拓也 役[61]
- DIVOC-12「ココ」（2021年、ソニー・ピクチャーズ） - 熙舜の父親 役[62]
- 梅切らぬバカ（2021年、ハピネットファントム・スタジオ） - 里村茂 役[63]
- われ弱ければ 矢嶋楫子伝（2022年、現代ぷろだくしょん） - 林七郎 役
- マリッジカウンセラー（2023年、スタジオレヴォ） - 赤羽昭雄 役（主演）
- シャイロックの子供たち（2023年、松竹） - 鹿島昇 役[64]
- Winny（2023年、KDDI / ナカチカ） - 北村文也 役[65]
- オジさん、劇団始めました。（2023年、ユナイテッドエンタテインメント） - 浅野拓巳 役（主演）[66]
- わたしのかあさん-天使の詩-（2024年、現代ぷろだくしょん） - 山川高夫 役[67]
- Chime（2024年8月2日、Stranger） - 大槻誠 役[68][69]
- 静かなるドン2（ライツキューブ） - 海腐雄二 役[70]
  - 静かなるドン2 前編（2024年9月13日）[70]
  - 静かなるドン2 後編（2024年9月27日）[70]
- 追想ジャーニー リエナクト（2024年10月18日、セブンフィルム） - 横田雄二 役[71][72]
- アオショー!（2025年9月5日公開予定、ギグリーボックス） - 波島豪 役[73][74]
- 盤上の向日葵（2025年10月31日公開予定、ソニー・ピクチャーズ エンタテインメント / 松竹） - 角舘銀次郎 役[75]
- 仏師（2026年公開予定、平成プロジェクト） - 山下吾郎 役[76]

### Vシネマ
- GRAY ZONE（コンセプトフィルム / オールインエンタテインメント） - 若松英治 役
  - GRAY ZONE（2017年）
  - GRAY ZONE2（2017年）
- 虎狼の群れ（コンセプトフィルム / オールインエンタテインメント） - 菱田学 役[77]
  - 虎狼の群れ（2017年）
  - 虎狼の群れ2（2017年）

### 舞台

#### 演劇
- 状況劇場の舞台に多数出演
- 仮名絵本西遊記（劇団☆新感線、1989年5月25日 - 29日、THEATER/TOPS / 1989年6月7日 - 11日、扇町ミュージアムスクエア）
- ペールギュント（1990年6月5日 - 28日、青山劇場）
- 野田秀樹のから騒ぎ（東宝、1990年8月2日 - 24日、日生劇場）
- ○×式ゴドーを待ちながら（1990年11月21日 - 12月2日、東京芸術劇場小ホール2）
- 夏の夜の夢（1991年6月12日 - 29日、シアターコクーン） - ディミートリアス 役
- デジャ・ヴュ（1991年10月24日 - 31日、シアターアプル）
- キル（NODA MAP、1994年1月7日 - 2月27日、シアターコクーン / 1994年3月4日 - 13日、近鉄劇場） - 結髪 役
- 虎 野田秀樹の国姓爺合戦（NODA MAP / 東宝、1994年12月5日 - 27日、日生劇場）
- TABOO（NODA MAP、1996年4月4日 - 5月26日、シアターコクーン）
- リア王（1998年1月17日 - 2月3日、新国立劇場） - エドガー 役
- 人間合格（こまつ座、1998年6月12日 - 28日、紀伊國屋サザンシアター） - 津島修治 役
- マンガの夜（劇団そとばこまち、1999年5月8日 - 23日、シアターサンモール） - 服部健太 役
- 阿修羅城の瞳（劇団☆新感線、2000年8月3日 - 12日、大阪松竹座 / 2000年8月17日 - 27日、新橋演舞場） - 望月高弥郎 / 祓刀斎 役
- LOVER SOUL（泪目銀座、2001年9月21日 - 10月14日、THEATER/TOPS / 2001年10月17日 - 20日、道新ホール / 2001年10月30日、金沢市文化ホール / 2001年11月1日 - 3日、近鉄小劇場 / 2001年11月11日、杜のホールはしもと / 2001年11月12日 - 14日、千葉市文化センターホール） - 我妻みちる 役
- アテルイ（劇団☆新感線、2002年8月5日 - 28日、新橋演舞場） - 蛮甲 役
- 西へゆく女（オリガト・プラスティコ、2003年9月12日 - 21日、本多劇場 / 2003年9月23日、盛岡劇場 / 2003年9月24日、りゅーとぴあ 新潟市民芸術文化会館 / 2003年9月27日・28日、近鉄小劇場 / 2003年9月30日、北九州芸術劇場 / 2003年10月1日、アステールプラザ / 2003年10月3日、コンパルホール / 2003年10月4日、メルパルクホール福岡） - タジマ 役
- おはつ（松竹、2004年1月2日 - 27日、新橋演舞場） - 近藤勇 役
- 真昼のビッチ〜The Bitch Shouts in the Midday.〜（ヴィレッジプロデュース / 阿佐ヶ谷スパイダースPREMIUM、2004年7月12日 - 25日、シアターアプル / 2004年7月30日 - 8月1日、大阪国際交流センター） - 森脇 役
- 砂の上の植物群（ナイロン100℃、2005年5月1日 - 14日、シアターアプル） - ミマツ 役
- 漂う電球-THE FLOATING LIGHT BULB-（オリガト・プラスティコ、2006年9月28日 - 10月9日、本多劇場 / 2006年10月12日、名鉄ホール / 2006年10月14日・15日、IMPホール / 2006年10月19日、湘南台文化センター市民シアター / 2006年10月21日、宮崎県立芸術劇場 / 2006年10月22日、メルパルクホール福岡） - ジェリー 役
- 夢のひと（ケイダッシュステージ、2007年12月14日 - 16日、吹田市文化会館 メイシアター / 2007年12月19日、ももちパレス / 2007年12月20日、音の泉ホール / 2008年1月9日 - 14日、サンシャイン劇場 / 2008年1月17日、七飯町文化センター / 2008年1月19日、苫前町公民館 / 2008年1月21日、富良野市文化会館 / 2008年1月23日、幕別町百年記念ホール / 2008年1月25日、中標津町総合文化会館 / 2008年1月27日、湧別町文化センター / 2008年1月29日、美深町文化会館 / 2008年1月31日、あさひサンライズホール / 2008年2月2日、深川市文化交流ホール） - 牧岡誠志郎 役
- あれから（シリーウォーク / キューブ、2008年12月13日 - 28日、世田谷パブリックシアター） - ググ 役
- ザ・ダイバー 日本バージョン（東京芸術劇場、2009年8月20日 - 9月20日、東京芸術劇場小ホール1）
- カエサル -「ローマ人の物語より」-（松竹、2010年10月3日 - 27日、日生劇場） - キケロ 役
- 南へ（NODA MAP、2011年2月10日 - 3月31日、東京芸術劇場） - 里長観測所長 役
- いつか見た男達〜ジェネシス〜（劇団500歳の会、2012年7月28日 - 8月5日、本多劇場 / 2012年8月18日、北九州芸術劇場 中劇場 / 2012年8月19日、サンケイホールブリーゼ / 2012年8月20日、福井市文化会館）
- 鉈切り丸（PARCO劇場、2013年10月12日 - 26日、オリックス劇場 / 2013年11月8日 - 30日、東急シアターオーブ） - 梶原景時 役
- ハルナガニ（梅田芸術劇場、2014年4月7日 - 27日、シアタートラム / 2014年5月2日 - 4日、梅田芸術劇場） - 春生 役
- おもろい女（東宝） - 玉松一郎 役
  - 初演（2015年5月29日 - 6月2日、シアター1010 / 2015年6月5日 - 30日、シアタークリエ）
  - 再演（2018年10月8日 - 29日、シアタークリエ / 2018年10月31日、アクトシティ浜松 大ホール / 2018年11月3日・4日、呉市文化ホール / 2018年11月7日・18日、兵庫県立芸術文化センター 阪急中ホール / 2018年11月21日、ホクト文化ホール 大ホール / 2018年11月23日 - 25日、オーバード・ホール / 2018年11月27日、本多の森ホール / 2018年11月29日、ベイシア文化ホール / 2018年12月1日・2日、長岡市立劇場）[注 32]
- TAKAYUKI SUZUI PROJECT OOPARTS vol.3「HAUNTED HOUSE」（OOPARTS、2016年2月12日 - 21日、サンシャイン劇場 / 2016年2月26日 - 28日、シアターBRAVA! / 2016年3月18日 - 20日、道新ホール）
- 愛の終着駅（2016年10月9日、ザ・スズナリ）
- 蜘蛛女のキス（シーエイティプロデュース、2017年5月27日 - 6月18日、東京グローブ座） - モリーナ 役
- 東京（東京芸術劇場、2017年8月4日 - 6日、東京芸術劇場シアターウエスト）
- いろは四谷怪談（花組芝居、2017年9月3日、ザ・スズナリ）
- 髑髏城の七人 Season月〈上弦の月〉（劇団☆新感線、2017年11月23日 - 2018年2月21日、IHIステージアラウンド東京） - 狸穴二郎衛門 役
- 北齋漫畫（クオラス、2019年6月9日 - 7月7日、東京グローブ座） - 中島伊勢 役
- ドクター・ホフマンのサナトリウム 〜カフカ第4の長編〜（KAAT神奈川芸術劇場、2019年11月7日 - 24日、KAAT神奈川芸術劇場 / 2019年11月28日 - 12月1日、兵庫県立芸術文化センター 阪急中ホール / 2019年12月14日・15日、北九州芸術劇場 中劇場 / 2019年12月20日 - 22日、穂の国とよはし芸術劇場PLAT 主ホール） - ブロッホ 役
- カノン（東京芸術劇場、2021年9月1日 - 5日、東京芸術劇場シアターイースト / 2021年9月17日、高崎芸術劇場 スタジオシアター） - 天麩羅判官 役[注 33]
- TAKAYUKI SUZUI PROJECT OOPARTS vol.6「D-river」（OOPARTS、2022年2月5日 - 13日、サンシャイン劇場 / 2022年2月18日 - 20日、COOL JAPAN PARK OSAKA TTホール / 2022年2月25日 - 27日、道新ホール）[78]
- てなもんや三文オペラ（PARCO劇場、2022年6月11日（夜） - 30日、PARCO劇場 / 2022年7月9日 - 11日、久留米シティプラザ ザ・グランドホール /  2022年7月16日 - 24日、森ノ宮ピロティホール / 2022年8月6日・7日、サントミューゼ 上田市交流文化芸術センター 大ホール） - ピーチャム 役[注 34][注 35][注 36]
- りゅーとぴあ×世田谷パブリックシアター「住所まちがい」（2022年9月26日 - 10月9日、世田谷パブリックシアター / 2022年10月13日・14日、穂の国とよはし芸術劇場PLAT 主ホール / 2022年10月22日・23日、兵庫県立芸術文化センター 阪急中ホール / 2022年10月29日、まつもと市民芸術館 主ホール / 2022年11月2日・3日、りゅーとぴあ 新潟市民芸術文化会館・劇場） - 警部 役[79]
- ウィングレス（wingless）-翼を持たぬ天使-（サードステージ、2023年5月1日 - 21日、紀伊國屋サザンシアター TAKASHIMAYA / 2023年5月27日・28日、梅田芸術劇場 シアター・ドラマシティ） - 寺川秀雄 役[80]
- たわごと（穂の国とよはし芸術劇場PLAT、2023年11月16日 - 19日、穂の国とよはし芸術劇場PLAT 主ホール / 2023年11月23日、ロームシアター京都 サウスホール / 2023年11月26日、岡山芸術創造劇場ハレノワ 中劇場 / 2023年12月8日 - 17日、東京芸術劇場シアターイースト）[81]
- ブラック・コメディ（フジテレビ、2024年8月17日 - 9月1日、IMM THEATER） - メルケット大佐 役[82]
- ロボット（世田谷パブリックシアター、2024年11月18日 - 12月1日、シアタートラム / 2024年12月14日・15日、兵庫県立芸術文化センター 阪急中ホール） - ドミン 役[83]
- Bunkamura Production 2025「泣くロミオと怒るジュリエット2025」（2025年7月6日 - 28日、THEATER MILANO-Za / 2025年8月2日 - 11日、森ノ宮ピロティホール） - ローレンス 役[84]

#### 朗読劇
- LOVE LETTERS（1994年8月27日、パルコ劇場） - アンディ 役
- 田辺聖子の世界（2009年5月9日、兵庫県立芸術文化センター）
- リーディングシアター レイモンド・カーヴァーの世界「コンパートメント」 （2018年9月1日、兵庫県立芸術文化センター 阪急中ホール）
- 朗読劇「青空」（方南ぐみ）
  - 2019年8月9日・17日、三越劇場
  - 2021年6月20日、俳優座劇場
  - 2022年11月12日・13日、銀座博品館劇場[85]
  - 2025年1月30日、俳優座劇場[86]
- 朗読劇「ルビンの壺が割れた」（ゴーチ・ブラザーズ） - 水谷一馬 役[87]
  - 2023年6月13日 - 15日、紀伊國屋サザンシアター
  - 2025年1月24日・25日、I'M A SHOW
  - 2025年2月8日、とぎつカナリーホール
  - 2025年2月9日、八女市民会館おりなす八女 ハーモニーホール
  - 2025年2月11日、都城市総合文化ホール 中ホール
  - 2025年2月13日、竹田市総合文化ホール グランツたけた 廉太郎ホール
  - 2025年2月15日、市民会館シアーズホーム夢ホール 大ホール
  - 2025年2月16日、川商ホール 第2ホール
- ハロルドとモード（2023年9月28日 - 10月12日、EX THEATER ROPPONGI / 2023年10月14日 - 16日、森ノ宮ピロティホール）[88]
- 朗読劇「深夜のムーン」（2024年10月4日 - 6日、劇場HOPE） - 主演[89]
- ネオ・リーディングシアターvol.4「トラフィックジャム!」（2025年4月23日・24日、渋谷LOFT HEAVEN）

### オリジナルビデオ
- 傷だらけの蝙蝠（1993年）
- 女犯十手裏仕置（1994年、キングレコード） - 犬七 役（主演）
- 女犯十手裏仕置2（1995年、キングレコード） - 犬七 役（主演）
- 燃えろ!!ロボコンVSがんばれ!!ロボコン（1999年、東映ビデオ） - パパ 役
- 角川ホラービデオ館 危険な香りの女たち編（2003年）

### テレビアニメ
- おしりたんてい（NHK Eテレ） - マルチーズ署長 役（ナレーションも兼任）
  - 第1期（2018年5月3日 - 8月25日）
  - 第2期（2018年12月1日 - 2019年3月30日）
  - 第3期（2019年7月6日 - 9月28日）
  - 第4期（2020年4月4日 - 6月27日）
  - 第5期（2021年4月3日 - 6月26日）
  - 第6期（2022年4月9日 - 7月2日）
  - 第7期（前期：2023年4月8日 - 5月27日 / 後期：2023年10月7日 - 11月18日）
  - 第8期（前期：2024年4月6日 - 5月25日 / 後期：2024年10月5日 - 11月16日）
  - 第9期（2025年4月5日 - 5月24日）
- ドラゴンクエスト ダイの大冒険（2020年版）（2020年 - 2022年、テレビ東京） - バルトス 役
- おしりたんてい コズミックフロント（NHK Eテレ） - ナレーション
  - コズっとなぞとき!きえたきょうりゅうかせき（2023年3月18日）
  - コズっとなぞとき!うちゅうのおおどろぼう（2023年3月25日）
- おしりたんてい×チコちゃんに叱られる「ププッ ねらわれたチコちゃんのたからもの」（2023年3月28日、NHK Eテレ） - マルチーズ署長 役

### 劇場アニメ
- 映画 おしりたんてい カレーなる じけん（2019年、東映） - マルチーズ署長 役（ナレーションも兼任）[90]。
  - 映画 おしりたんてい テントウムシいせきの なぞ（2020年、東映）[注 37]
  - 映画 おしりたんてい スフーレ島のひみつ（2021年、東映）[91]
  - 映画おしりたんてい シリアーティ（2022年、東映）[92]
    - 同時上映「映画おしりたんてい 夢のジャンボスイートポテトまつり」[92]

  - 映画おしりたんてい さらば愛しき相棒（おしり）よ（2024年、東映）[93]
  - 映画おしりたんてい スター・アンド・ムーン（2025年、東映）[94][95]
- 映画 ふしぎ駄菓子屋 銭天堂 つりたい焼き（2020年、東映） - お父さん 役[96][注 37]

### ゲーム
- インフィニティ ストラッシュ ドラゴンクエスト ダイの大冒険（2023年、バルトス）

### テレビ番組
- タカラヅカ花組図鑑（1999年7月22日 - 8月19日、関西テレビ） - ナビゲーター
- オールスター感謝祭'01春 超豪華!クイズ決定版（2001年3月31日、TBS）
- ワンナイR&R（2002年 - 2005年、フジテレビ） - ゲスト
同番組ではドラマ『救命病棟24時』で共演した、宮迫博之こと轟と熱いキスを何度も行い、渡辺の親があきれたと本人が同番組内で語っていた。
- 格闘王（2001年10月11日 - 2007年3月27日、TBS）
- 闘魂筋肉（2002年4月3日 - 9月25日、TBS）
- 美の巨人たち（テレビ東京） - 警部 役
  - 長谷川等伯「松林図屏風」（2010年3月13日）
  - 雪舟等楊「慧可断臂図」（2012年6月9日）
  - カミーユ・クローデル「ワルツ」（2014年4月19日）
  - 小村雪岱「青柳」（2017年7月15日）
  - 川合玉堂「行く春」（2019年3月9日）
- 和風総本家（テレビ東京）
  - 「和風辞典・旬の食材 春」（2010年3月18日）
  - 「日本の家を支える人々」（2010年6月3日）
- デジタルテレビライフがやってきた!「デジタル化で安心安全な暮らし」（2010年4月18日、NHK総合） - 司会
- HEY!HEY!HEY! MUSIC CHAMP（2010年7月26日、フジテレビ）
- くりぃむクイズ ミラクル9（2013年10月9日、テレビ朝日）
- コントの劇場 〜The Actors' Comedy〜（2014年4月22日、NHK BSプレミアム）
- いきなり!黄金伝説。（2014年5月8日、テレビ朝日）
高橋英樹・高橋真麻・小澤征悦と共に出演。
- ウソかホントかわからない やりすぎ都市伝説スペシャル2014夏（2014年7月25日、テレビ東京）
- クイズプレゼンバラエティー Qさま!!（2014年10月6日、テレビ朝日）
- アーツ&クラフツ商会（2014年11月3日 - 2015年12月14日、BS朝日） - ナビゲーター（4代目店主・森須護）
- 超絶景!超感動!世界本当にある超体験ツアー（2015年1月1日、BS日テレ） - ツアーコンシェルジュ
- 朝だ!生です旅サラダ 大分を巡る旅（2015年4月25日、朝日放送・テレビ朝日） - 旅ゲスト
- ペットの王国 ワンだランド（2015年5月10日、朝日放送・テレビ朝日）
- ボクらの時代（2016年7月10日、フジテレビ）
渡辺からのオファーで、ドラマで共演した石田ゆり子・板谷由夏と共に出演。
- 演劇人は、夜な夜な、下北の街で呑み明かす…（BSスカパー!）
  - 第四夜（2016年7月20日・27日）
  - 第十二夜（2017年5月17日・24日）

第四夜は池田鉄洋・高橋ひとみ・中山祐一朗・森下亮・大竹浩一・村岡希美・久保貫太郎と共に出演。
第十二夜は高田聖子・徳井優・鈴木裕美・北村有起哉・久ヶ沢徹・村木よし子・中村まことと共に出演。
- AKB48 SHOW!（2016年10月15日、NHK BSプレミアム）
- 辰巳琢郎の葡萄酒浪漫（2016年12月11日・18日・2017年1月8日・15日、BSジャパン）
大森美香と共に出演。
- あいつ今何してる?（2017年2月15日、テレビ朝日）
東尾理子と共に出演。
- ザ・インタビュー〜トップランナーの肖像〜（2017年2月26日、BS朝日）
- 徹子の部屋（2017年5月25日・2025年6月3日、テレビ朝日）
- 極上空間（2017年5月27日、BS朝日）
木下ほうかと共に出演。
- オールスター感謝祭2017秋（2017年10月7日、TBS）
- にじいろジーン（2017年10月28日・2018年9月22日・2019年5月11日、関西テレビ・フジテレビ）
2017年10月28日の放送分は村上佳菜子と共に出演。
2018年9月22日の放送分は堀田茜と共に出演。
2019年5月11日の放送分はVTR出演。
- VS嵐（2017年11月16日、フジテレビ）
舞台『髑髏城の七人 Season月』チームとして出演。
- 超かわいい映像連発!どうぶつピース!!（2018年8月24日、テレビ東京）
- ごごナマ（2019年9月30日、NHK総合）
- チコちゃんに叱られる!（2019年10月25日、NHK総合）
若槻千夏と共に出演。
- チマタの噺（2020年3月31日、テレビ東京）
- 戦国炒飯TV 〜なんとなく歴史が学べる映像〜（2020年8月1日、TOKYO MX・BS11） - 小田氏治 役
- 健康カプセル!ゲンキの時間（2020年8月2日・2023年12月10日・2024年3月10日・2025年4月27日、中部日本放送・TBS）
- 新型コロナ退散祈願 歴史に学ぶ! 病とおさらばツアー（2020年8月29日、中部日本放送）
柴田英嗣（アンタッチャブル）・西野未姫と共に出演。
- 新美の巨人たち（テレビ東京） - Art Traveler
  - 狩野永徳「洛中洛外図屏風」（2020年11月7日）
  - 伊藤若冲「月に叭々鳥図」（2021年2月27日）
  - 鎌倉「鶴岡八幡宮」（2022年4月2日）
  - 夏休み納涼アート旅 第5弾 小樽レトロな街（2022年8月27日）
  - 西新井大師（2023年1月7日）
  - 大徳寺（2023年4月1日）
  - J.M.W.ターナー（2023年9月16日）
  - 高輪消防署二本榎出張所（2023年11月25日）
  - 三枚の桜の物語（2024年3月30日）
  - 新発見！伊藤若冲「果蔬図巻」（2024年10月5日）
  - 玉井力三「学習雑誌の表紙絵」（2025年2月8日）
  - 新発見！若冲・応挙が奇跡のコラボ（2025年8月9日）
- ありえへん∞世界（2021年10月19日、テレビ東京）
安田顕と共に出演。
- ぶらり途中下車の旅（日本テレビ） - 旅人 
  - みなとみらい線・東横線の旅（2021年11月20日）[97]
  - 小田急線の旅（2022年8月20日）[98]
- 100分de名著（NHK Eテレ） - 朗読
  - 名著124 折口信夫「古代研究」
    - 第1回「"他界"と"マレビト"」（2022年10月3日）
    - 第2回「国文学の発生」（2022年10月10日）
    - 第3回「ほかひびとの芸能史」（2022年10月17日）
    - 最終回「生活の古典」としての民俗学（2022年10月24日）
- ローカル線 魅惑の大衆食堂 愛媛・伊予鉄道（2023年1月5日、BS日テレ）
- ちょっと山頂へ〜絶景!ニッポン低山紀行〜（2023年6月27日、BSテレ東）
松尾諭と共に出演。
- ポツンと一軒家（2023年7月9日、朝日放送・テレビ朝日）
工藤遥と共に出演。
- 秘密のケンミンSHOW 極（2024年5月16日・2025年7月3日、読売テレビ・日本テレビ）
- 飯島直子の今夜一杯いっちゃう?（2024年5月16日、BSフジ）
- SamuraiDX 2024 〜戦国武将に学ぶ経営術〜（2024年6月17日、名古屋テレビ） - SAMURAIナビゲーター
- ぽかぽか（フジテレビ） - 「ぽいぽいトーク」ゲスト
2024年7月24日放送分は、舞台『ブラック・コメディ』で共演している浜中文一・三倉佳奈と共に出演。
2025年5月16日放送分は、舞台『泣くロミオと怒るジュリエット2025』で共演する桐山照史（WEST.）と共に出演。
- SamuraiDX 2025 ～歴史に学ぶ経営術～（2025年1月10日、名古屋テレビ） - SAMURAIナビゲーター
- なりゆき街道旅（2025年5月11日、フジテレビ）
旅ゲストとして、浅香航大と共に出演。

### ナレーション
テレビ番組
- 世界謎紀行・神々のいたずら 「原始の森にすむ謎のペンギン」（1997年1月19日、TBS）
- スーパーテレビ情報最前線（日本テレビ）
  - 特別版「倒産! リストラ! 再就職!! お父さんの180日戦争」（2002年4月20日）
  - 特別版「人生を見つめた14年…再会…今も物語は終わらない」（2004年4月11日）
  - 「実録!お水の花道 歌舞伎町に生きる女たち」（2005年1月24日）
- にんげんドキュメント 「シャチと跳べ 〜新人トレーナー海の王者に挑む」（2003年1月9日、NHK総合）
- ザ・ノンフィクション（フジテレビ）
  - 「最高級ホテルのひみつ」（2003年1月12日）
  - 「ホテルは甦るのか 〜官から民へヒルトンの挑戦〜」（2004年7月11日）
  - 「焼き肉ドタンバ物語 〜BSEに負けるな!」（2005年2月27日）
  - 「歴史追跡ドキュメント・帰らざる海峡 〜加藤清正と2人の少年〜」（2008年3月16日）
- 嵐を呼ぶ大家族! 4男5女総勢11人!! 壮絶!大お引越しスペシャル（2003年3月18日、TBS）
- すなっぷ（2004年4月14日 - 2014年3月26日、テレビ東京）
- NONFIX 「将軍様と見た夢 〜金総書記の料理人が語る北の13年〜」（2004年5月13日、フジテレビ）
- 課外授業 ようこそ先輩（NHK総合）
  - 亀渕友香「ゴスペルを歌えば元気が湧く!」（2004年10月31日）
  - アンネット・一恵・ストゥルナート「生きる つながる 呼吸する」（2007年5月12日）
  - 小林幸子「心をこめて"ありがとう"」（2008年5月11日）
  - 田原総一朗「徹底討論! 戦争と平和」（2009年8月23日）
  - 柴田理恵「親はありがたい!?」（2010年4月18日）
  - 青木敦子「つくってみよう! 復興の味」（2012年6月30日）
- テレメンタリー（テレビ朝日）
  - 「三宅島復興へ 〜再び観光の島として〜」（2005年4月18日）
  - 「もうダメなんて言わせない 〜見習い警察犬"きな子"奮闘記〜」（2007年1月8日、瀬戸内海放送制作）
- バリューナイトフィーバー 「独占密着! 三浦知良38歳の挑戦 〜僕たちが見つめた"キング・カズ"の真実」（2005年12月10日、日本テレビ）
- FNSドキュメンタリー大賞 「"重い扉" 〜名張毒ぶどう酒事件の45年〜」（2006年7月8日、フジテレビ・東海テレビ制作）
- にっぽんの現場 「起死回生 島の秋 〜隠岐 牛にかける男たち〜」（2006年12月25日、NHK総合）
- 熱中時間（NHK総合）
  - 「角田信朗のゴジラ」（2007年6月6日）
  - 「藤原喜明の陶芸」（2007年7月11日）
  - 「伊勢正三のフライフィッシング」（2007年10月10日）
  - 「暗渠熱中人・加瀬竜哉」（2008年10月15日）
  - 「なわとび熱中人・鈴木勝己」（2009年5月20日）
- ドキュメント にっぽんの現場 「ヒットをねらえ! コミック創刊 〜つかめるか?少年の心」（2008年4月12日、NHK総合）
- テレビ東京開局45周年企画・速水もこみちが世界のピラミッドに登る! 7つの海を越えたピラミッド 〜ピラミッドの正体は海底にあった!〜（2008年9月17日、テレビ東京）
- トヨタECOスペシャル 「地球不思議大紀行 生命の海の謎を追え!」（2009年7月20日、日本テレビ・中京テレビ制作）
- アスリートの魂 「日本オープンゴルフ 男たちの闘い」（2011年10月17日、NHK総合）
- 報道特別番組 「0311、知られざる心の闘い」（2013年3月9日、フジテレビ）
- NNNドキュメント（日本テレビ）
  - 「迷路の出口を求めてI 〜ストーカーの心の奥底をのぞく」（2014年11月30日）
  - 「迷路の出口を求めてII 〜ストーカー 最新治療70日間」（2014年12月7日）
- 新美の巨人たち（テレビ東京）
  - リチャード・ヘンリー・ブラントン「犬吠埼灯台」（2021年1月9日）
  - 春の東京アートウォーク・第2弾 特別史跡・特別名勝「小石川後楽園」（2021年4月10日）
  - 横浜ベイブリッジ〜大野美代子の橋梁デザイン〜（2021年6月12日）
  - 辰野金吾「日本銀行本店本館」（2021年7月10日）
  - シリーズ 女の生き様 第7弾 桂ゆき「抵抗」（2021年8月7日）
  - 西沢立衛「軽井沢千住博美術館」（2021年9月11日）
  - 江ノ電のある風景（2021年10月23日）
  - 柳澤吉保「六義園」（2021年12月4日）
  - アントニン・レーモンド「東京女子大学礼拝堂」（2021年12月25日）
  - 藤森照信「空飛ぶ泥舟」（2022年2月26日）
  - 新宿御苑（2022年4月9日）
  - 銚子電鉄（2022年5月7日）
  - エリック・カール「はらぺこあおむし」（2022年6月25日）
  - ルイス・キャロル「不思議の国のアリス」（2022年9月3日）
  - 秩父アート巡り（2022年10月22日）
  - 横浜マリンタワー（2022年12月24日）
  - 江の島アート散歩（2023年1月28日）
  - 名庭園「椿山荘」（2023年3月25日）
  - 京都吉兆嵐山本店（2023年4月22日）
  - レトロ建築 in 日比谷公園（2023年6月3日）
  - 群馬音楽センター（2023年7月15日）
  - 夏の記憶「四万温泉・積善館」（2023年8月26日）
  - 歌川国芳とアートな町・倉敷（2023年9月30日）
  - 宮川香山〜超絶技巧の世界〜（2023年11月18日）
  - 立原道造「ヒアシンスハウス」（2024年1月27日）
  - 古谷振一「鉛筆画」（2024年3月2日）
  - 浜離宮恩賜庭園（2024年4月6日）
  - 小川三知 ステンドグラス（2024年4月27日）
  - スヌーピー（ピーナッツ）（2024年5月25日）
  - 萬鉄五郎「裸体美人」（2024年6月29日）
  - 旧古河庭園（2024年7月20日）
  - 田中達也「ミニチュア・アート」（2024年8月24日）
- ETV特集 「東電の社員だった私たち 福島との10年」（2021年9月25日、NHK Eテレ）[99]

映画
- WALL・E/ウォーリー（2008年、予告編・CM）
- カールじいさんの空飛ぶ家（2009年、予告編・CM）
- トイ・ストーリー3（2010年、予告編・CM）
- 塔の上のラプンツェル（2011年、予告編）
- カーズ2（2011年、予告編・CM）
- メリダとおそろしの森（2012年、予告編・CM）
- ファインディング・ニモ 3D（2012年、予告編）
- モンスターズ・インク 3D（2012年、予告編）
- シュガー・ラッシュ（2013年、予告編）
- モンスターズ・ユニバーシティ（2013年、予告編・CM）
- インサイド・ヘッド（2015年、予告編）
- ファインディング・ドリー（2016年、予告編・CM）

CM
- ACジャパン（当時：公共広告機構） 「藤前干潟」（2002年）
- ニンテンドーDS 「ガリレオ」（2008年）

### ラジオ
- 福山雅治のオールナイトニッポンサタデースペシャル・魂のラジオ（2003年3月15日・2004年7月3日・2006年9月16日・2007年12月8日・2013年6月15日、ニッポン放送）
2003年3月15日の放送分では、『美女か野獣』の出演者（松嶋菜々子・浅野麻衣子・清水章吾・森下哲夫・志賀廣太郎・佐々木蔵之介・君嶋ゆかり・永井大・八嶋智人）として収録現場からの生放送。
2013年6月15日の放送分では、西谷弘と共に出演。
- SUNTORY THEATER ZERO-HOUR（2004年7月12日 - 16日、J-WAVE） - 「江戸川乱歩名作選」朗読
- ラジオ・チャリティー・ミュージックソン スペシャル 『I'm with U キミと、24時間ラジオ』（2011年4月9日・10日、ニッポン放送）
- 岡田惠和 今宵、ロックバーで〜ドラマな人々の音楽談義〜 第71回（2013年3月16日、NHK-FM）[100]
- 大阪芸術大学グループプレゼンツ 大阪芸大スカイキャンパス（2014年12月15日 - 2015年1月5日、ラジオ大阪）
- 鈴井貴之 ラジヲの時間（2016年1月22日、エフエム北海道）
上地春奈と共に出演。
- ラジオなぞかけ問答 こころ寿司（2016年9月19日、NHKラジオ第1）
- 福山雅治 福のラジオ（2016年10月22日、TOKYO FM）
- 伊集院光とらじおと（2019年3月11日、TBSラジオ）
- くにまるジャパン 極（2020年2月6日・4月17日・9月14日、文化放送）
- ほうか道R（2021年4月13日、鳥越アズーリFM）[101]

### ラジオドラマ
- 特集オーディオドラマ'91「進化論ホテル」（1991年11月17日、NHK-FM）
- サウンド夢工房（NHK-FM）
  - 「電報配達人がやってくる」（1991年7月22日 - 26日）
  - 「悲しみの時計少女」（1992年2月3日 - 14日） - 魚男 役
- 青春アドベンチャー（NHK-FM） - 多数出演
  - 「あたしの嫌いな私の声」（1992年6月8日 - 19日） - 幸吉 役[102]
  - 「北壁の死闘」（1992年8月3日 - 14日） - シュペングラー 役[103]
  - 「五番目のサリー」（1993年1月18日 - 29日） - アッシュ 役[104]
  - 「ジュラシック・パーク」（1993年6月14日 - 7月2日） - ネドリー 役[105]
  - 「くたばれ!ビジネスボーグ」（1993年9月6日 - 17日） - 大友 役[106]
  - 「サンタクロースが歌ってくれた」（1993年12月6日 - 17日） - 芥川龍之介 / 西川 役[107]
  - 「僕たちはもう帰りたい」 最終話『居場所がなくて、もう帰れない』（2019年10月18日）[108]
  - 「ウブヒメ」（2022年2月21日 - 3月4日） - 天野新右衛門 役[109]
  - 「風のスケッチブック」（2024年5月6日 - 10日）[110]
- 特集オーディオドラマ'95「いつかに続く調べ」（1995年11月4日、NHK-FM）[111]
- FMシアター（NHK-FM）
  - 「とっておきの旅」（2000年2月19日） - 三島和美 / 知らない男 / 河北電気 役[112]
  - 「バスで行く人」（2000年6月3日、NHK徳島制作） - 浩介 役[113]
  - 「反面教師」（2001年6月2日、NHK大阪制作）[114]
  - 「質屋」（2002年1月26日、NHK高松制作） - 幸彦 役[115]
  - 「イグアナくんのおじゃまな毎日」（2003年1月4日）[116]
  - 「富士へ」（2007年5月26日） - 公平 役[117]
  - 「密航者たち」（2009年2月21日、NHK松山制作）[118]
  - 「コール〜闇からの声〜」（2010年6月5日、NHK福岡制作）[119]
  - 「船を待つ」（2020年10月17日）[120]
  - 「山中センチメンタル・ジャーニー」（2020年10月31日） - 牛尾辰巳 役[121]
- 流星倶楽部「攻撃する運星」（2006年1月、文化放送） - 笠原哲夫 役
- SOUNDS OF STORY〜ASADA JIRO LIBRARY〜「忘れじの宿」（2013年2月2日、J-WAVE）[122]
- 特集オーディオドラマ「ピンザの島」（2017年8月13日、NHK-FM）[123]

### プロモーションビデオ
- DJ PMX - NO PAIN NO GAIN feat.MACCHO&ZEEBRA（2002年）
- ウソツキ - 一生分のラブレター（2016年）

### CM
- ミスタードーナツ「ムツゴロウのおちゃめボウル どこかのドーナツ屋と同じ」編（1990年、所ジョージらと共演）
- クロレッツ（1991年、洞口依子と共演）
- 太田胃散 「太田漢方胃腸薬」（1993年 - 1994年）
- モンカフェ（片岡物産）
- フェデラル・エクスプレス（フェデックス）（1999年）
- ENEOS（当時：JOMO） 「バリュー車検」（2000年、ハローキティと共演）
- リクルート 「フロム・エー」（2004年）
- 三菱UFJフィナンシャル・グループ（当時：三菱東京フィナンシャル・グループ） 三菱UFJ銀行（当時：東京三菱銀行） 定額個人年金保険「ファイブストーリーズ」（2004年 - 2005年、加藤貴子と共演）
- 日本郵船 「企業」（2008年 - 2009年）
- 日清オイリオグループ 「日清オイリオギフト」（2010年）
- 明治 キシリッシュ 「キシリッシュ×映画『真夏の方程式』」篇（2013年） - 栗林宏美 役

### イベント
- 豆腐プロレス The REAL 2017 WIP CLIMAX in 後楽園ホール（2017年8月29日、後楽園ホール） - 矢崎英一郎 役
  - 豆腐プロレス The REAL 2018 WIP QUEENDOM in 愛知県体育館（2018年2月23日、愛知県体育館）